# Église Saint-Martin de Frouville
L’église Saint-Martin est une église catholique paroissiale située à Frouville, dans le Val-d'Oise (France). Elle possède un clocher roman du premier quart du XIIe siècle, qui subsiste de la précédente église, et présente des dispositions peu communes dans la région, avec notamment des arcatures décoratives plaquées, au niveau du premier étage. Les autres parties de l'église sont gothiques, et ont été édifiées pendant trois campagnes rapprochées entre 1220 et 1240 environ. Il s'agit d'une nef non voûtée accompagnée de bas-côtés, d'un chœur de deux travées, avec un chevet à pans coupés, et d'une chapelle. La charpente lambrissée en carène renversée de la nef, avec ses sablières sculptées, et le plan de l'église, sont remarquables : en effet, elle possède une seconde abside au sud du chœur, qui est presque une copie de ce dernier, et qui n'est pas visible depuis la nef. Une restauration inadéquate de 1925 diminue son intérêt. Au cours du dernier quart du XIIIe siècle, voire au début du XIVe siècle, l'église a été agrandie par l'adjonction d'une grande chapelle au nord du chœur, dont elle dépasse les dimensions. Ici, l'on trouve les deux seules fenêtres à remplage gothique rayonnant de l'église. Elle a été inscrite aux monuments historiques par arrêté du 6 juillet 1925. Elle fait aujourd'hui partie de la paroisse de Nesles-la-Vallée, et n'accueille des messes dominicales que de temps en temps.

## Localisation
L'église Saint-Martin est située en France, en région Île-de-France et dans le département du Val-d'Oise, dans le Parc naturel régional du Vexin français, sur la commune de Frouville, au milieu du village, un peu en retrait de la Grande-Rue (RD 151), au nord-est de la mairie-école. Elle est précédée d'un parvis, aménagé en 1896 à l'emplacement de l'ancien cimetière, déjà désaffecté à l'époque. Le cimetière occupait aussi le terrain au nord de l'église, qui sert actuellement de parking, et la croix de cimetière du XIVe siècle se trouvait au nord-ouest de la façade. Lors de sa suppression, le niveau du sol a été abaissé, sauf autour du chevet, afin d'assurer sa stabilité. L'élévation méridionale donne sur la cour de l'école ; l'un des bâtiments de l'école, au sud, est situé à proximité, et empêche une vue d'ensemble de l'église. Quant au chevet, il est bordé par des murs de clôture, et dominé en partie par d'autres terrains, ce qui ne met pas en valeur cette partie de l'édifice.

## Historique

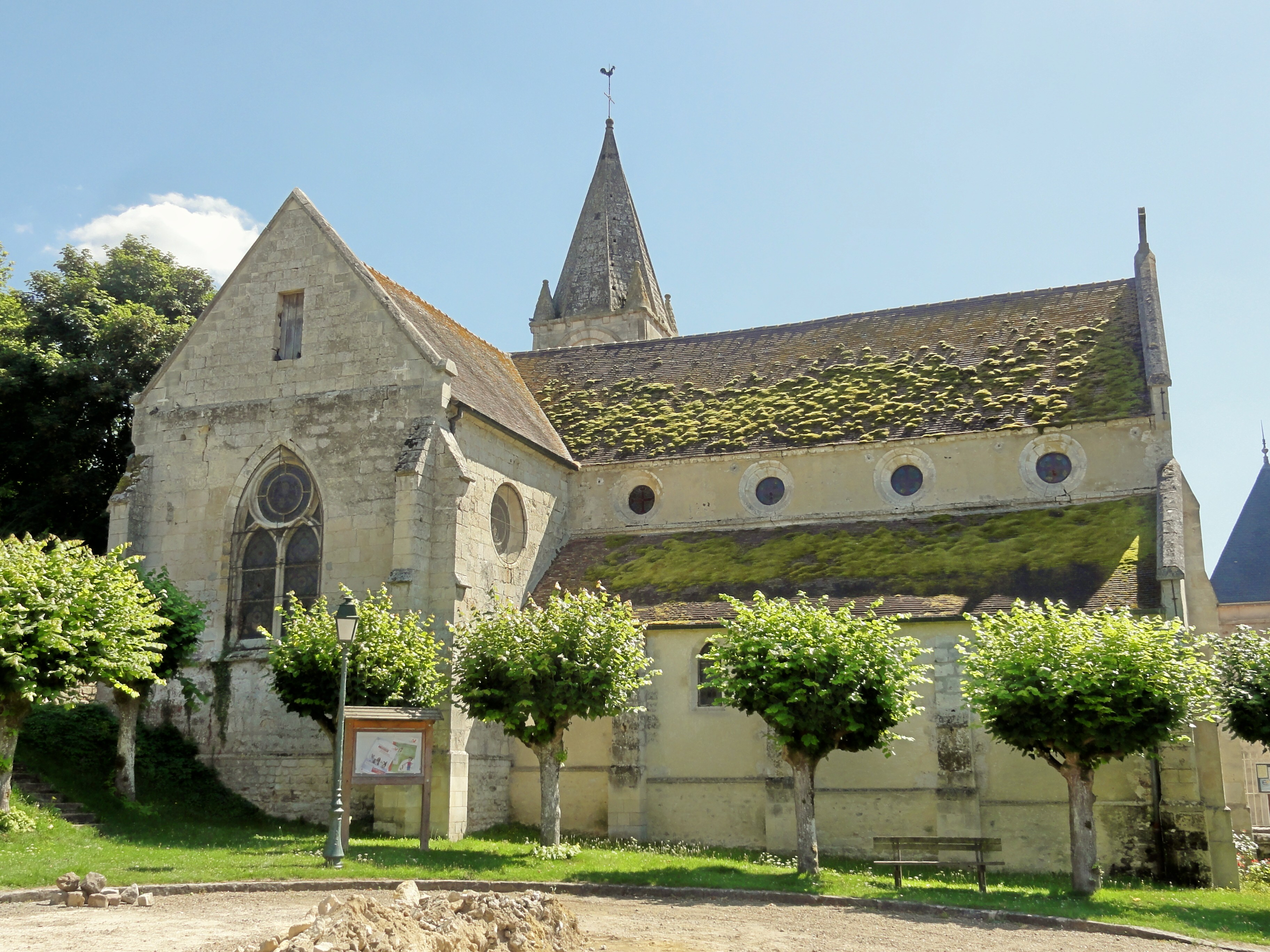
Vue depuis le nord.

L'église est dédiée à saint Martin de Tours. Sous l'Ancien Régime, elle relève du doyenné de Beaumont, de l'archidiaconé de Clermont et du diocèse de Beauvais. Comme pour les autres paroisses du même diocèse dans la partie englobée à la Révolution française au département de Seine-et-Oise et au diocèse de Versailles, le collateur de la cure est l'évêque de Beauvais. La dîme appartient au prieur L'Isle-Adam. Aucun document ne renseigne sur la construction de l'église et sur les agrandissements qu'elle connaît pendant le premier siècle de son existence. Les différentes campagnes de construction peuvent être identifiées grâce à l'analyse archéologique. La partie la plus ancienne de l'église est incontestablement le clocher, qui faisait partie d'une église romane dont l'on ignore tout. La tour semble dater du premier quart du XIIe siècle, et sa flèche de pierre des années 1120 / 1140. Au cours des années 1220, le chœur roman est remplacé par le chœur gothique actuel. Sous une seconde campagne de construction, une abside presque analogue est bâtie dans l'angle entre chœur et clocher. C'est probablement une chapelle seigneuriale de la famille de L'Isle-Adam ; l'on sait qu'elle est sous le titre de Saint-Jacques et Saint-Philippe, et qu'elle avait un chapelain nommé par l'évêque. La nef et des deux bas-côtés sont reconstruites avant 1240. Enfin, une grande chapelle carrée est ajoutée au nord des deux travées du chœur au dernier quart du XIIIe siècle ; peut-être seulement au XIVe siècle. La charpente de la nef est partiellement refaite au XVe siècle. — En 1867, l'architecte Anatole de Baudot publie une description de l'église dans son ouvrage Églises de bourgs et villages. Son objectif n'étant pas de fournir des études archéologiques, mais des modèles théoriques d'églises rurales, et il modifie ainsi plusieurs éléments de l'église qu'il considère comme des réfections modernes, qui sont pourtant authentiques (contreforts des bas-côtés, fenêtres en arc brisé, voûtes du chœur). « Tout cela est purement abritraire et ne revèle pas des idées bien nettes » (Louis Régnier).
À l'époque moderne, les bases des colonnettes du chœur sont mal refaites. L'abside méridionale est transformée en sacristie, et habillée de boiseries. Pendant la seconde moitié du XIXe siècle, le pignon de la chapelle septentrionale est refait. En 1896, l'ancien cimetière est supprimé ; le terrain est nivellé, sauf autour des parties orientales ; et la façade occidentale est « remise à neuf mauvaise dans son principe et désagréable dans son résultat ». En 1900, des travaux sont effectués sur la flèche, qui avait été touchée par la foudre. En 1924, en accord avec la municipalité, le maire de Frouville, M. Monthiers, et sa famille, décident de construire une nouvelle sacristie et de réhabiliter l'abside méridionale (apparemment sur ses propres deniers). Par arrêté du 6 juillet 1925, l'église est inscrite aux monuments historiques. Dans la même année, les travaux de restauration de l'abside méridionale sont exécutés d'une façon très discutable, sans goût et sans soin. Les boiseries et les badigeons sont enlevés. « Les joints en ciment noir sont d'un effet désastreux, des parties de nervures ont été reprises avec une épaisseur plus forte que les parties anciennes. Les chapiteaux ont été refaits complètement sans tenir compte des enseignements du chœur qui est de la même époque. Les bases des colonnes très aplaties et débordantes sur le socle carré, comme on pouvait s'en rendre compte avant les travaux, sont maintenant au même nu que ces socles, ce qui en dénature complètement l'aspect ». Dans le chœur, « sous le prétexte de faire une place pour le siège de l'officiant on a ouvert une large baie dans la muraille, à l'endroit où existait déjà une niche creusée pour ce même usage, enlevant ainsi une partie de la solidité de l'édifice, déjà sujet à caution, puisqu'on a été obligé de chaîner cette chapelle dans sa partie centrale, au moment de ces travaux » (L. Fort). Ceci n'empêche pas Bernard Duhamel d'estimer les restaurations de la première moitié du XXe siècle « ont gardé ou restitué à l'édifice un état qui est probablement proche de son état initial ». Il serait ainsi difficile de déterminer quels éléments sont authentiques, et quels autres éléments résultent d'une restauration.
Dans le cadre de la refonte des départements d'Île-de-France et de la création du département du Val-d'Oise, le nouveau diocèse de Pontoise est érigé en 1966. Frouville n'est à présent plus une paroisse indépendante, et est affiliée à la paroisse de Nesles-la-Vallée. Elle regroupe un total de huit villages, les autres étant Arronville, Hédouville, Labbeville, Menouville, Vallangoujard et Valmondois. Les messes dominicales sont célébrées à Frouville à titre irrégulier.

## Description

### Aperçu général

Plan de l'église.

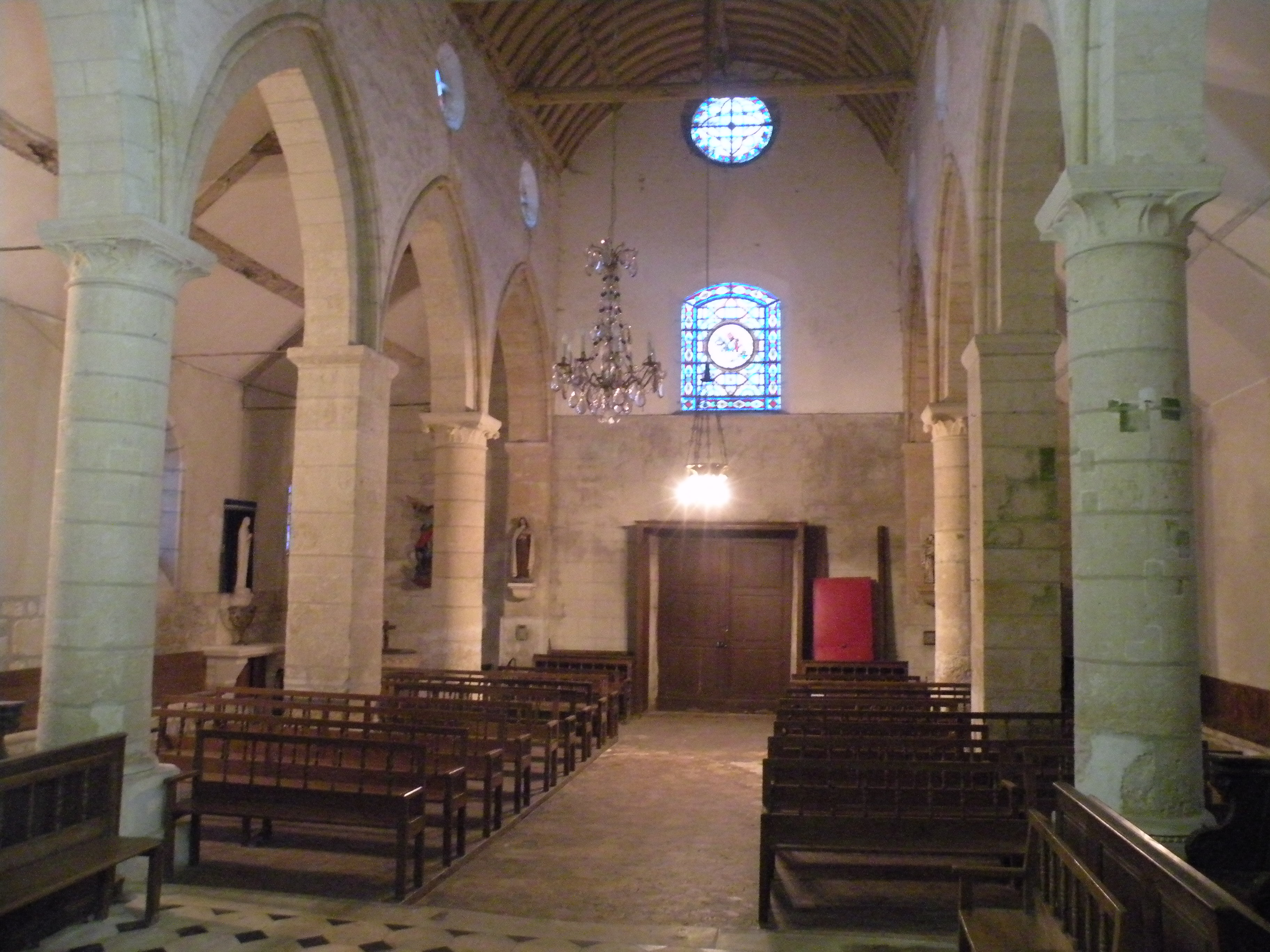
Nef et bas-côtés, vue vers l'ouest.

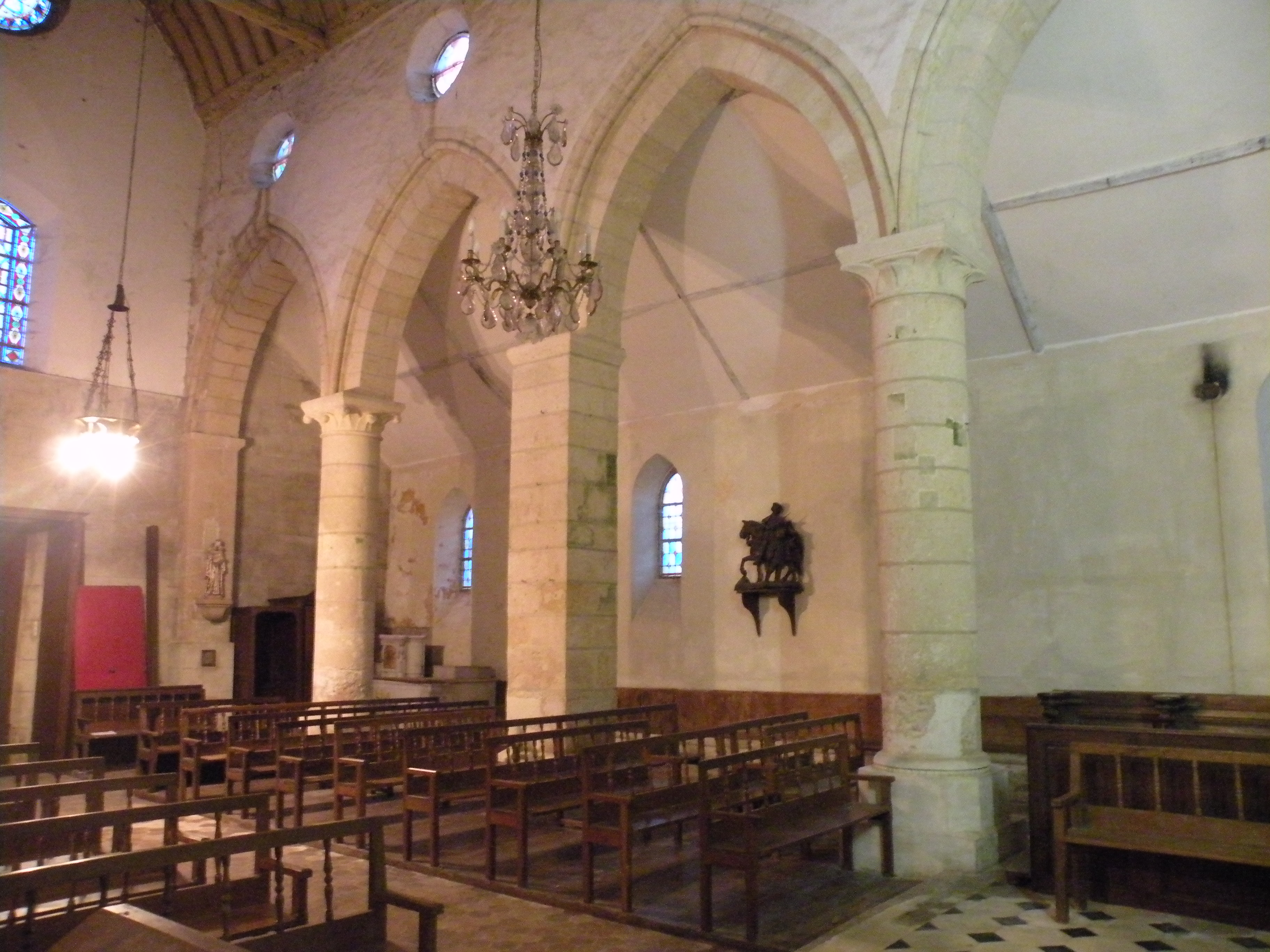
Grandes arcades du nord.

Orientée à peu près régulièrement, avec une légère déviation de l'axe de l'édifice vers le nord-est du côté du chevet, l'église répond à un plan cruciforme irrégulier. Elle se compose d'une nef de quatre travées accompagnée de deux bas-côtés ; d'un chœur de deux travées, dont une travée droite et une abside à pans coupés ; d'un clocher dans l'angle entre bas-côté sud et première travée du chœur ; d'une abside mérdidionale dans l'angle entre clocher et seconde travée du chœur, dont elle adopte le plan ; et d'une grande chapelle carrée au nord des deux travées du chœur. Une tourelle d'escalier se situe au sud de l'abside méridionale. La nef est recouverte d'une charpente apparente en carène renversée, et les bas-côtés sont munis de toits en appentis qui donnent des plafonds inclinés à l'intérieur. Les travées orientales sont voûtées d'ogives. L'accès s'effectue uniquement par le portail occidental.

### Intérieur

#### Nef et bas-côtés
La nef et les bas-côtés ont été bâtis à l'économique, ce qui se voit sur la forme des piliers, le profil des grandes arcades, et la taille réduite des fenêtres hautes. En plus, le voûtement n'a apparemment jamais été prévu, car des contreforts n'existent qu'au niveau du bas-côté nord, et la mouluration des grandes arcades ne laisse pas le place pour la retombée des nervures d'une potentielle voûte d'ogives. Les contraintes économiques ont entraîné des particularités, qui font en partie l'originalité de l'église de Frouville. En plus, la charpente est d'un type rare, et décorée de sculptures. Depuis la nef, on voit seulement les pannes sablières, les entraits et les poinçons, les autres éléments étant dissimulés par un lambris. Les sablières possèdent des frises sculptées en demi-relief, où l'on voit des torsades, des rinceaux, et « des courses de feuillages et des figures d'hommes et d'animaux qui semblent représenter une chasse, peut-être une chasse au sanglier. Le style des feuillages indique la dernière période gothique » (Louis Régnier). Ce que l'on ne voit pas, c'est que les fermes de la charpente ont des arbalétriers doubles, l'un pour supporter les pannes qui supportent les chevrons et donc la toiture, et l'autre qui correspond à la structure porteuse du lambris. C'est de cette structure que font partie les sablières sculptées. Elles remontent à la période gothique flamboyante,.
Peu de place a été accordée à l'étage des fenêtres hautes, qui ne représente qu'un cinquième de la hauteur des murs gouttereaux. Les fenêtres ne sont donc que des oculi de petit diamètre, comme à Andrésy (chœur), Grisy-les-Plâtres (deux premières travées), Marly-la-Ville, Vallangoujard et de Jouy-le-Moutier (chœur). Les oculi sont ébrasés, et non décorés. Plus bas, les grandes arcades sont à deux rangs de claveaux. Le rouleau supérieur est mouluré d'un tore de chaque côté, qui se situe dans l'intrados. Fait rare au XIIIe siècle, le rouleau inférieur est simplement appareillé, et dépourvu de toute mouluration. À l'intersection entre deux arcades, les tores se touchent, ce qui donne à penser qu'aucun voûtement n'a été prévu par le maître d'œuvre des années 1220-1240, comme à Bruyères-sur-Oise et Hérouville, et dans de nombreuses églises rurales de la première période gothique. Malgré tout, les tailloirs sont débordants. Ce sont des tablettes dont l'arête inférieure est découpée en biseau. Seulement le premier et le troisième pilier intermédiaire possèdent des chapiteaux, qui sont de forme trapue, sculptés de crochets de feuillages. Le premier chapiteau du sud est le plus réussi. Les piliers porteurs de chapiteaux sont appareillés en tambour ; ils mesurent 63 cm de diamètre, et ont les bases à tore aplati reposant sur des socles octogonaux. Les deux autres piliers sont rectangulaires, et mesurent 69 cm sur 62 cm. De façon analogue, les grandes arcades retombent sur des pilastres au droit de la façade et près du chœur. À l'est seulement, leurs tailloirs s'accompagnent d'un boudin. — En ce qui concerne les bas-côtés, ils n'appellent aucune remarque, sauf qu'ils sont éclairés par des lancettes simples en arc brisé, et que des bancs de pierre courent le long des murs. Reste à évoquer l'extrémité occidentale de la nef, où le portail et la fenêtre qui la surmonte sont d'âge incertain, tandis que l'oculus tout en haut date probablement d'origine. À l'est, l'arc triomphal appartient au chœur, et les étroites arcades en tiers-point vers la chapelle septentrionale et la base du clocher sont sans caractère.

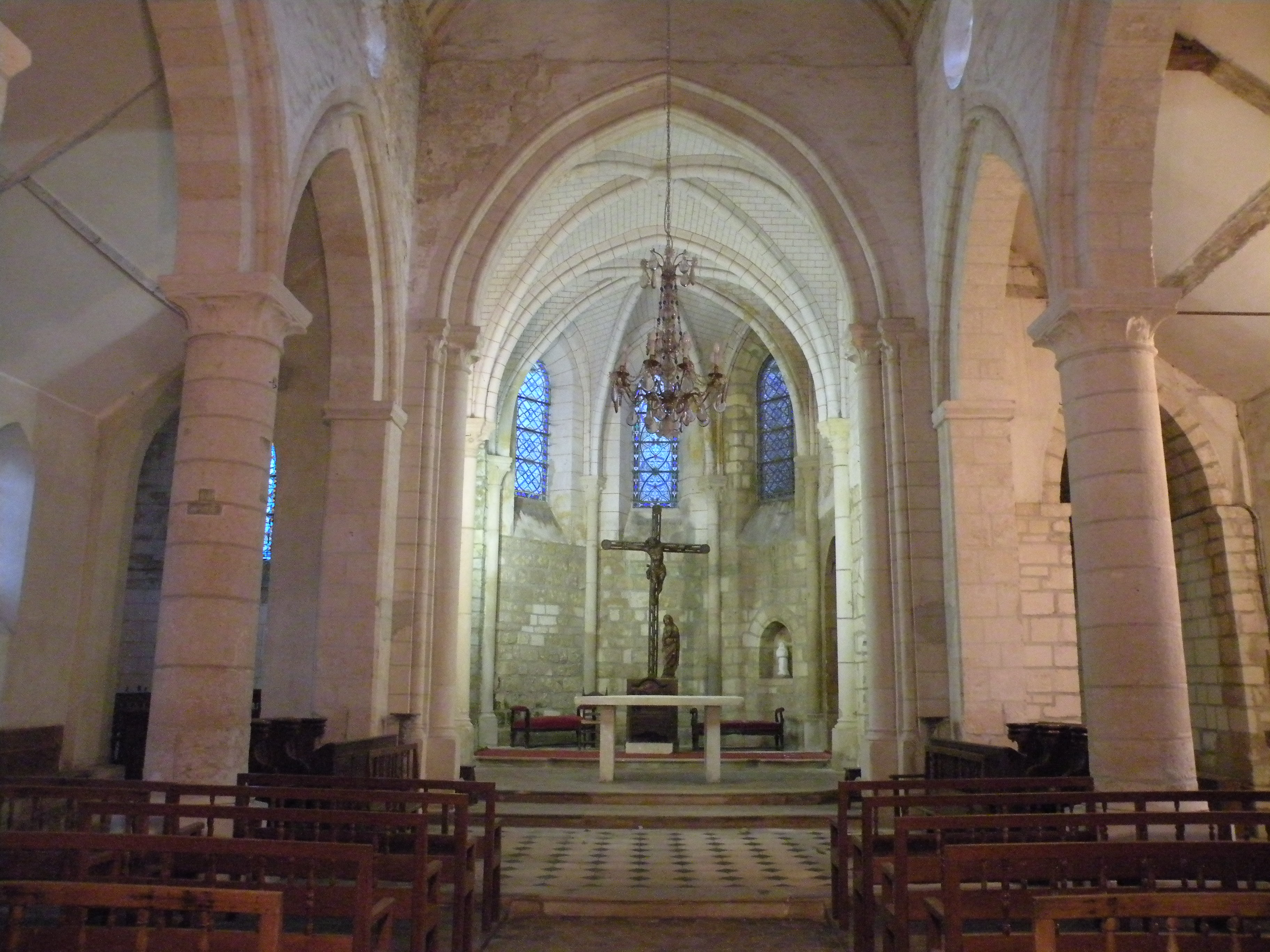
Vue intérieure générale.
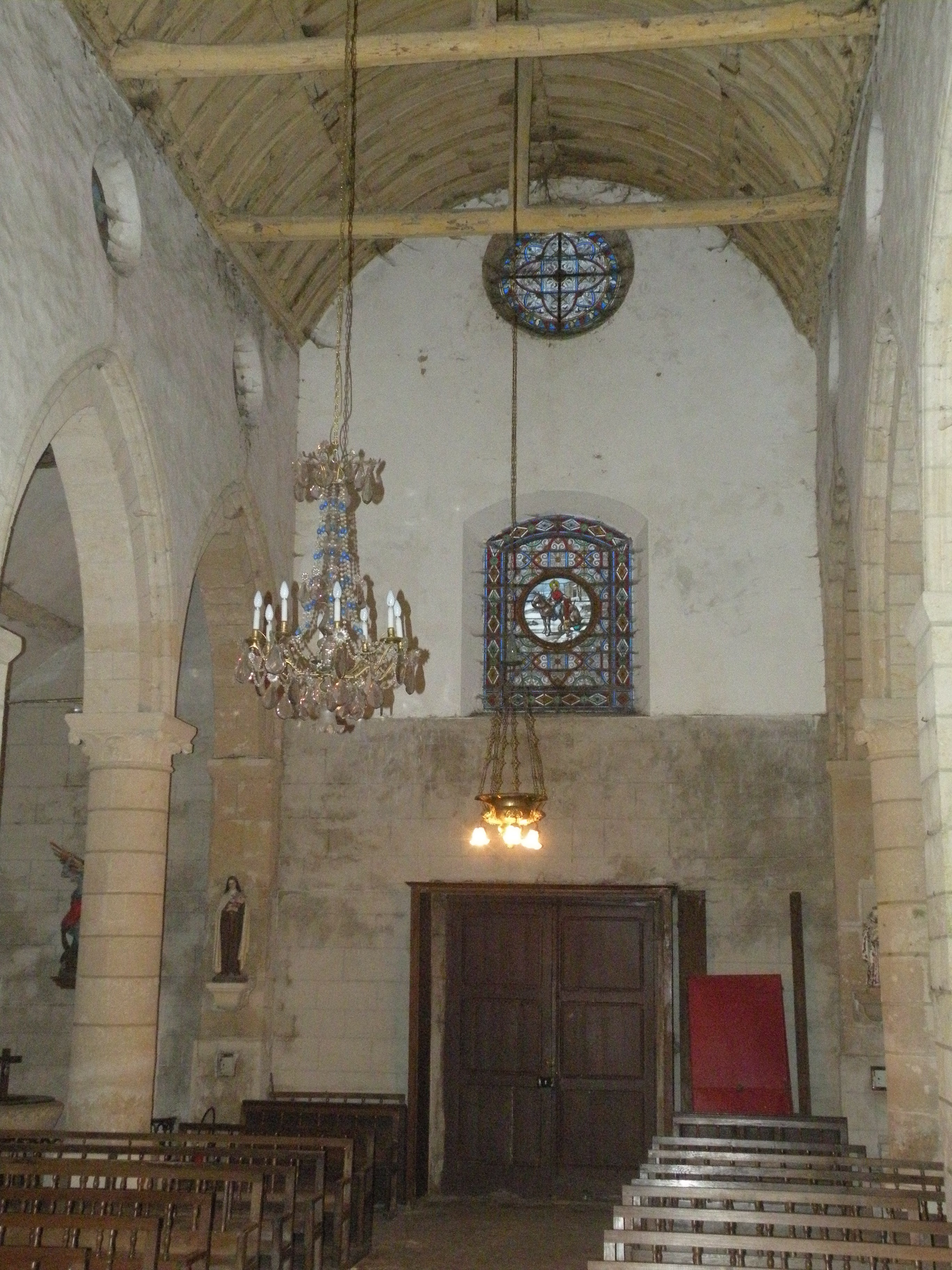
Nef, vue vers l'ouest.
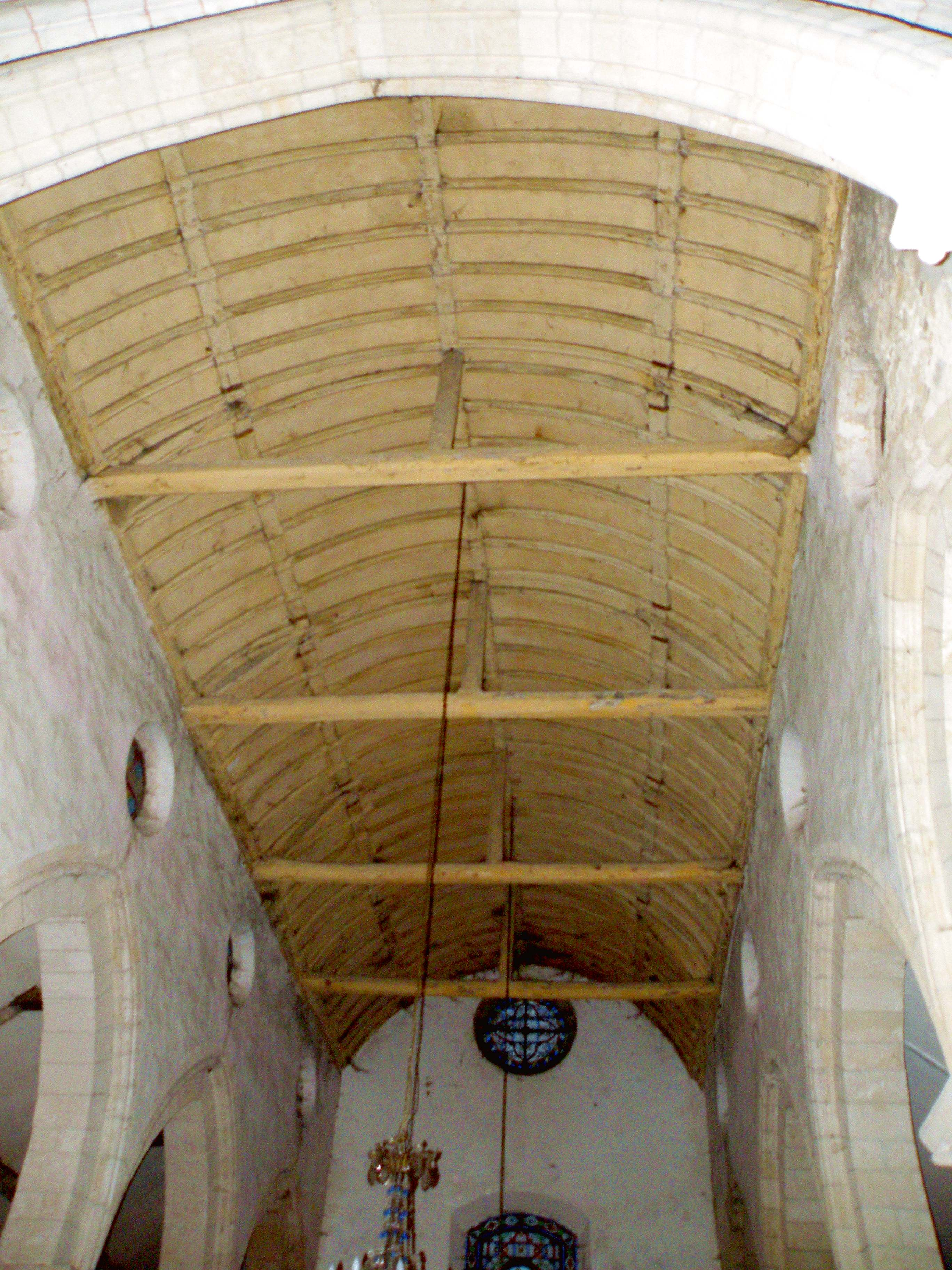
Fausse voûte de la nef.
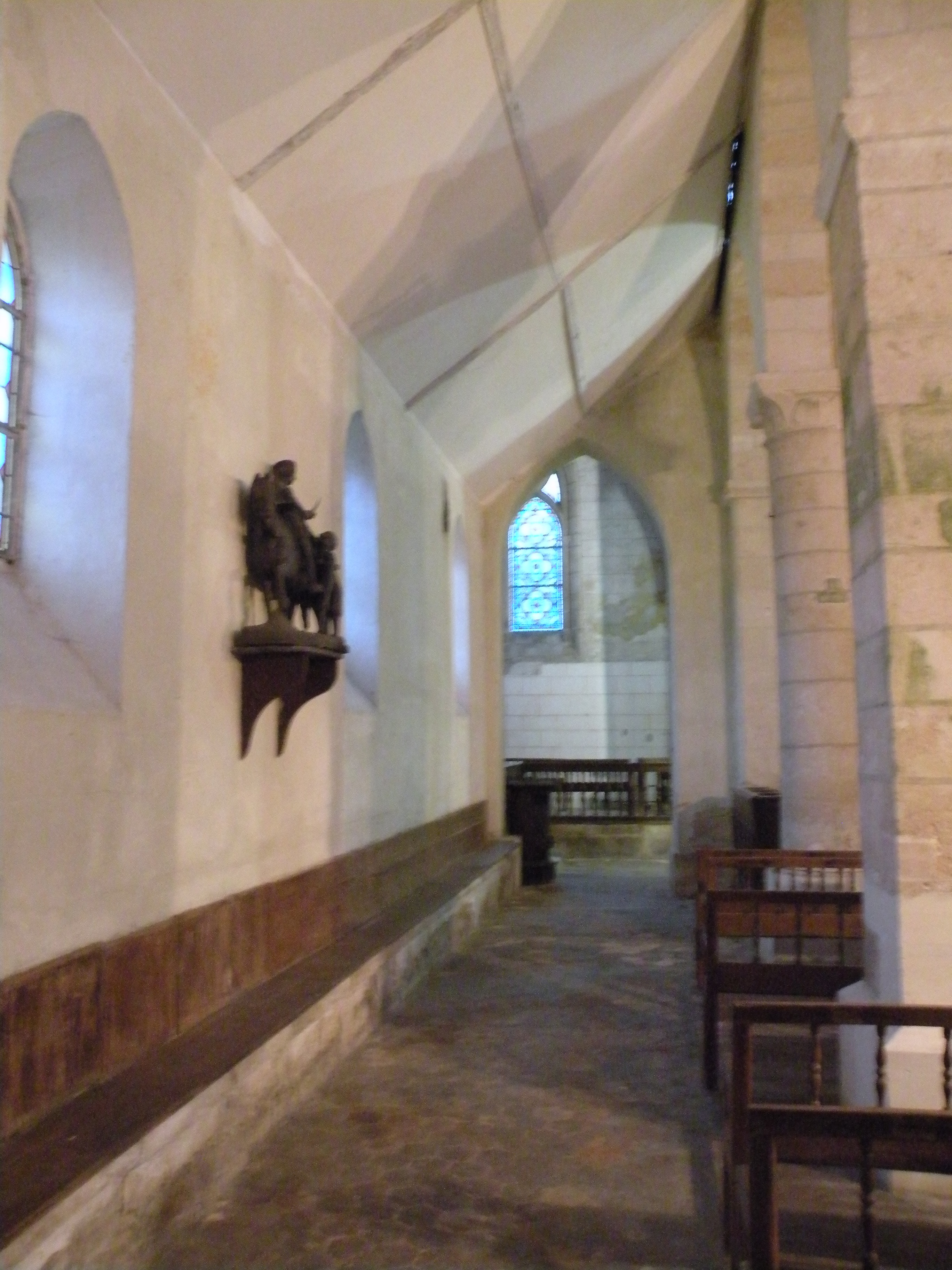
Bas-côté nord.
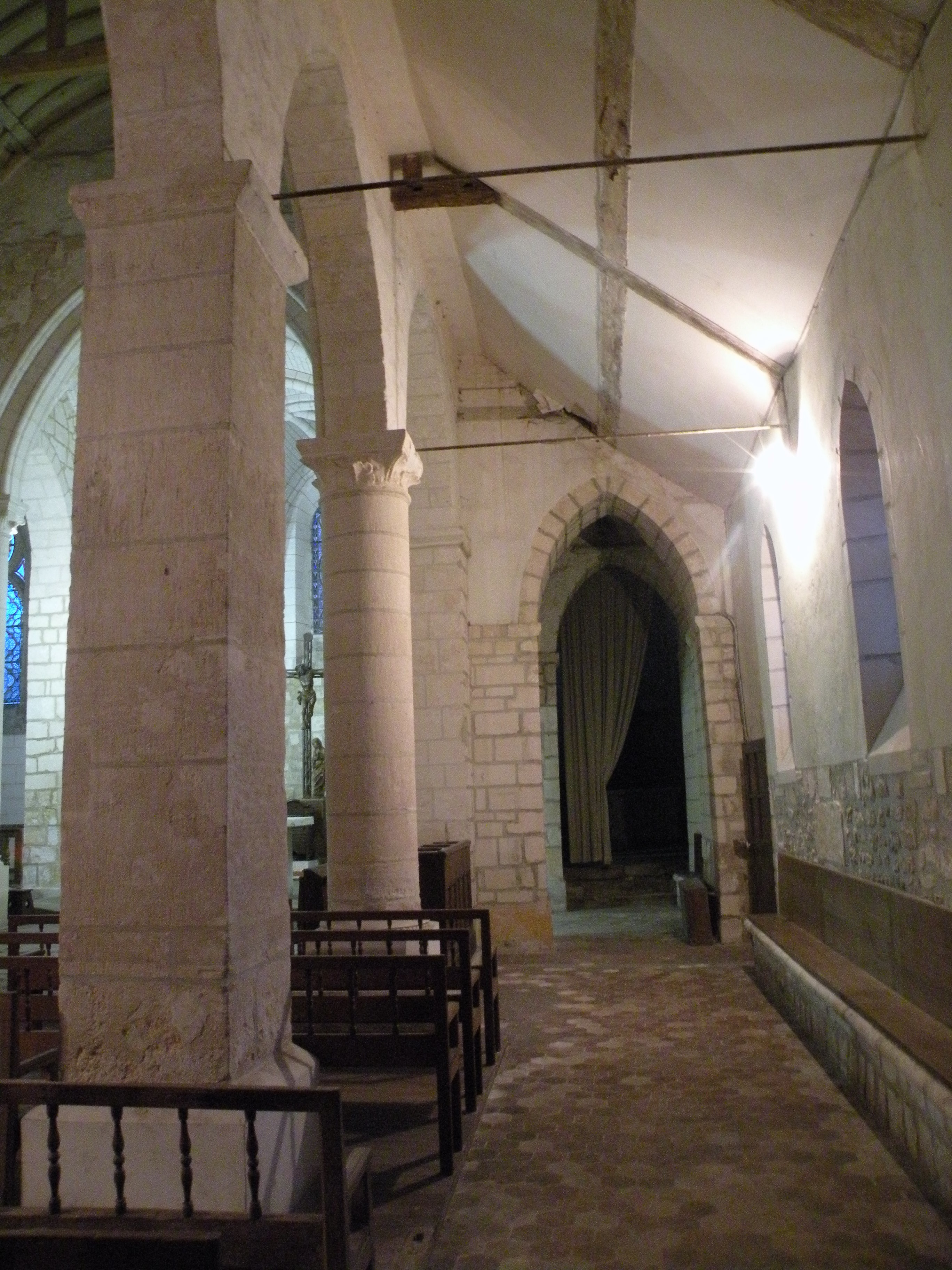
Bas-côté sud.
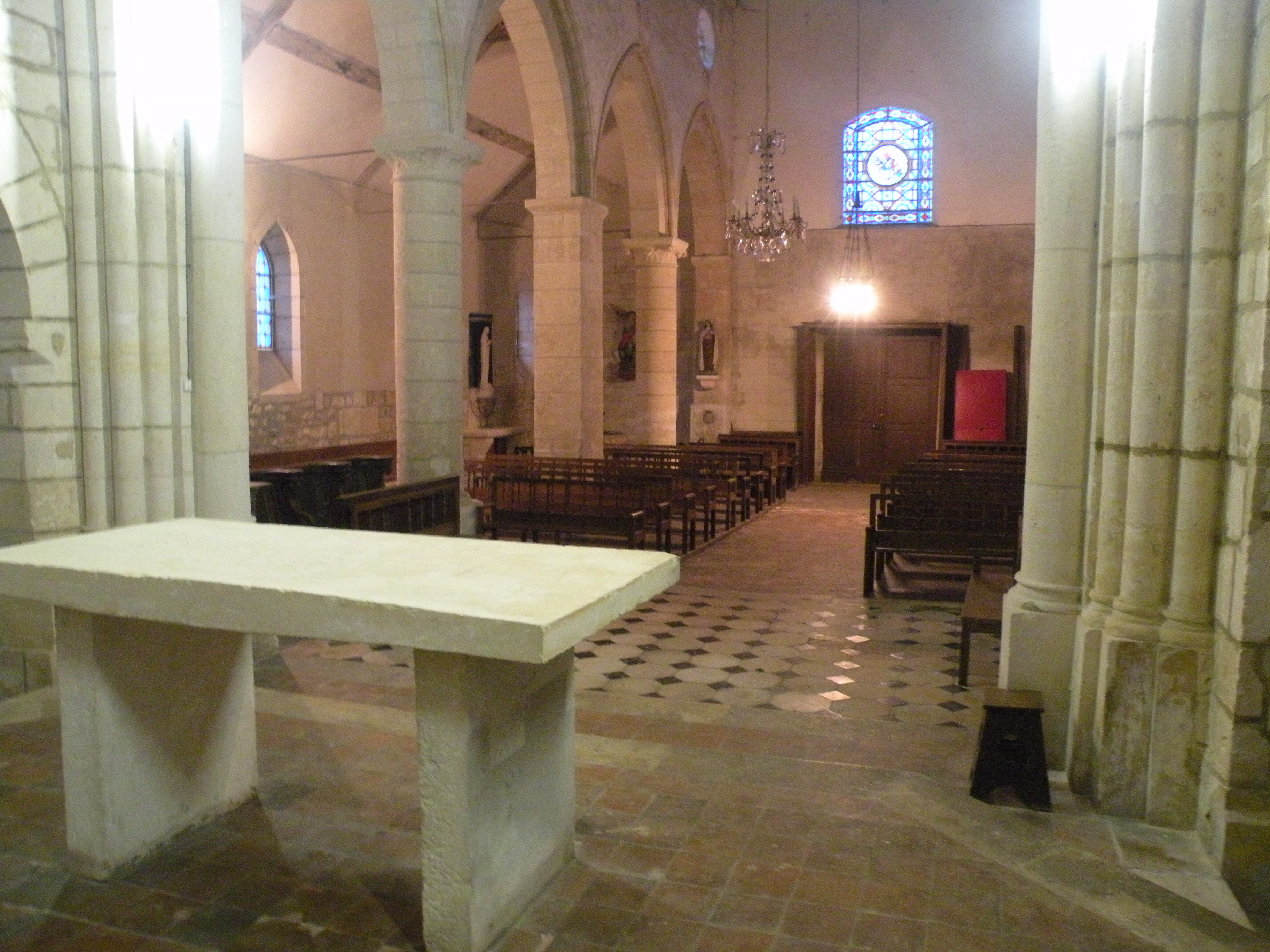
Vue depuis le sanctuaire.

#### Chœur

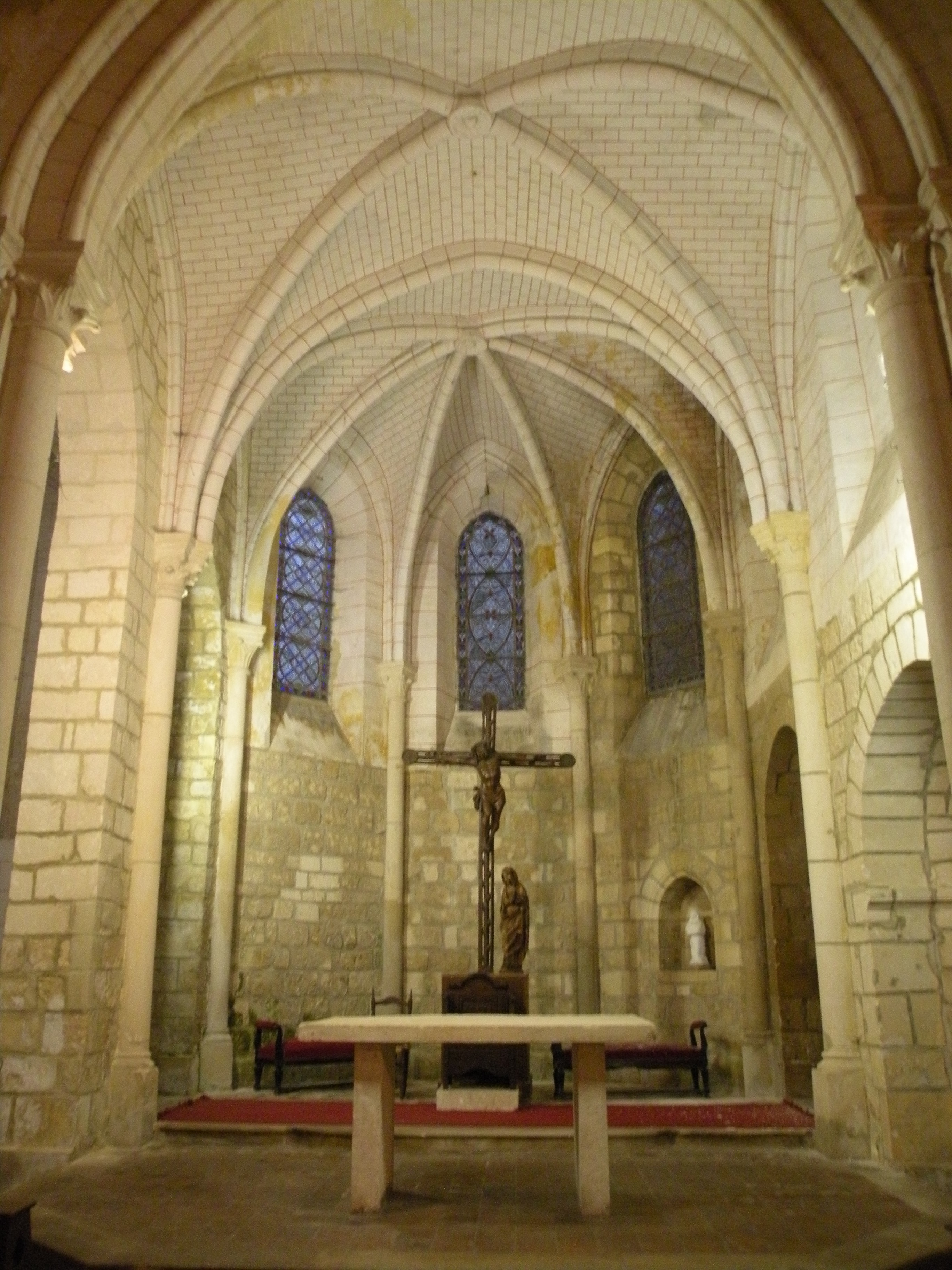
Chœur, vue vers l'est.

Le chœur appartient stylistiquement à la même époque que la nef, mais son axe dévie légèrement vers le nord, ce qui traduit généralement une interruption du chantier. Le chœur s'ouvre par l'arc triomphal, qui est n'est pas plus haut que les murs gouttereaux de la nef. Par conséquent, la hauteur du chœur est nettement moindre que celle de la nef, ce qui n'apparaît pas depuis l'extérieur, sachant que les voûtes du chœur sont comprises entre les murs gouttereaux. La largeur entre ceux-ci est de 5,59 m. L'arc triomphal est à double rouleau. Le rang de claveaux supérieur est mouluré d'un tore dégagé de chaque côté, et le rang de claveaux inférieur présente un méplat entre deux tores dégagés, ce qui est le profil le plus courant pour les arcades à la première période gothique. La retombée s'effectue sur deux faisceaux de trois colonnettes à chapiteaux, dont celle du milieu est plus forte que les deux autres. S'y joignent, vers l'intérieur du chœur, deux autres colonnettes : une de diamètre intermédiaire correspondant aux ogives, et une du même diamètre réduit que celles du rouleau supérieur, correspondant aux formerets.
Entre les deux travées, le doubleau, les ogives et les formerets sont reçus tous ensemble sur le tailloir à bec d'un chapiteau de crochets de la même forme, dont le fût unique mesure 22 cm de diamètre. Les tailloirs à bec n'apparaissent pas avant les années 1220. On en voit à la Sainte-Chapelle de Paris, à Saint-Jacques de Compiègne, Genainville, Nogent-sur-Oise et Saint-Martin-aux-Bois. Dans les angles de l'abside, les quatre autres ogives et les formerets retombent sur les tailloirs carrés placés en pointe de colonnettes à chapiteaux, qui ont 19 cm de diamètre. Tous les fûts du chœur sont en délit, avec trois à cinq tambours par colonnette. Les voûtes restent couvertes de badigeons, et sont peintes en faux-appareil, tandis que les pierres de taille sont généralement apparentes sur les murs, sauf au niveau de la fenêtre d'axe. Louis Régnier pense que toutes les parties badigeonnées auraient été refaites à une période inconnue, au XIXe siècle. Les ogives et l'arc-doubleau séparant les deux travées de l'abside sont au profil d'un tore en forme d'amande. Les deux clés de voûte sans des petites rosaces. — Le chœur n'a plus que trois fenêtres, celles du chevet. Elles sont en tiers-point, et s'ouvrent au-dessus d'un long glacis. Une ancienne piscine liturgique subsiste dans le soubassement de la baie de droite. Deux fenêtres bouchées existent au sud (donc même dans le mur du clocher), et une au nord, au moins partiellement, dans la seconde travée. La partie inférieure a été supprimée avec le percement de l'arcade vers la chapelle septentrionale. Cette arcade, et celle un peu plus large dans la première travée, ne sont pas moulurées, et dépourvues de supports. Au sud, la basse arcade en plein cintre vers la base du clocher est romane, tandis que l'arcade reliant la seconde travée à l'abside méridionale n'existe sous cette forme que depuis 1925.

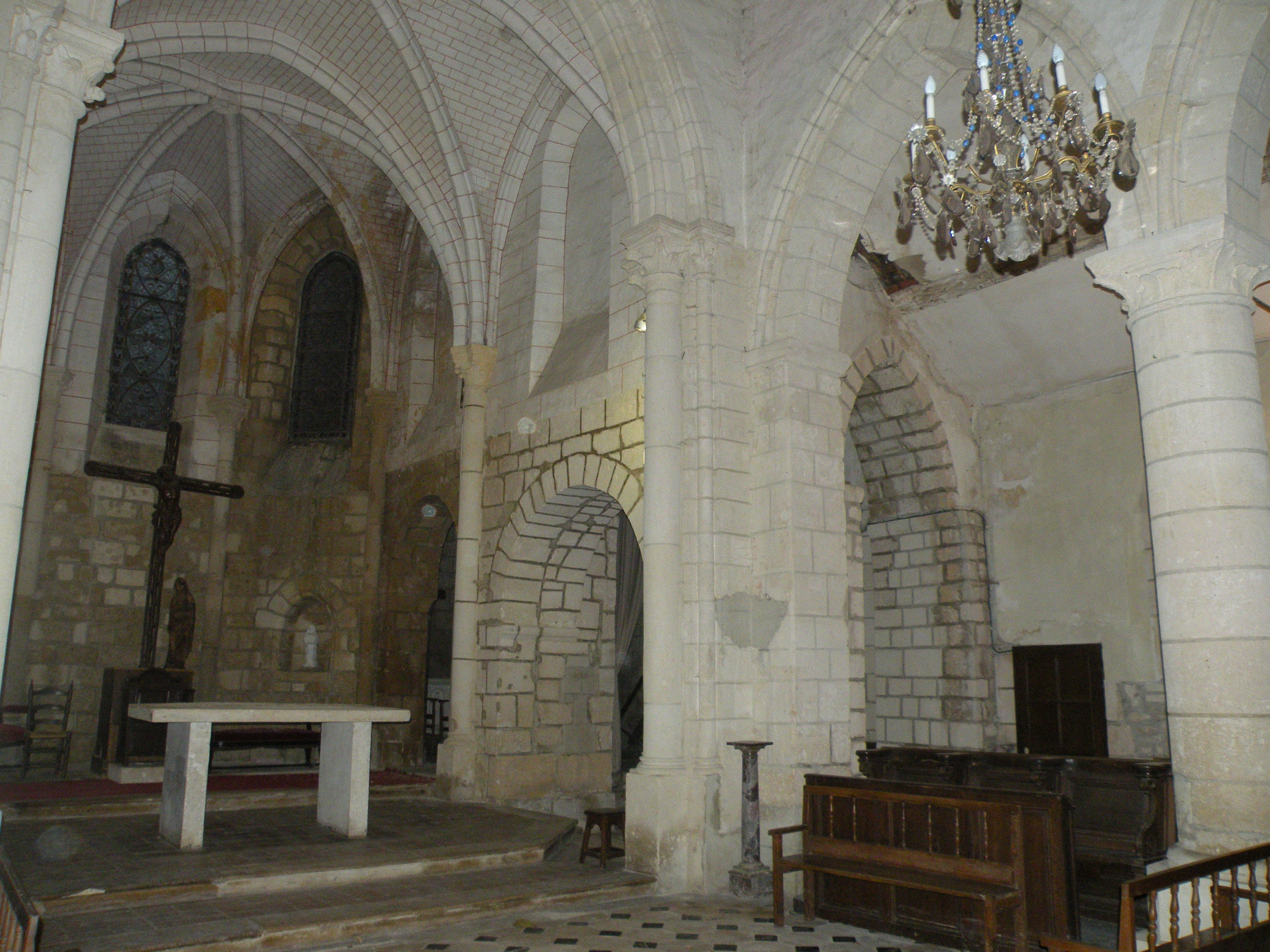
Vue diagonale.
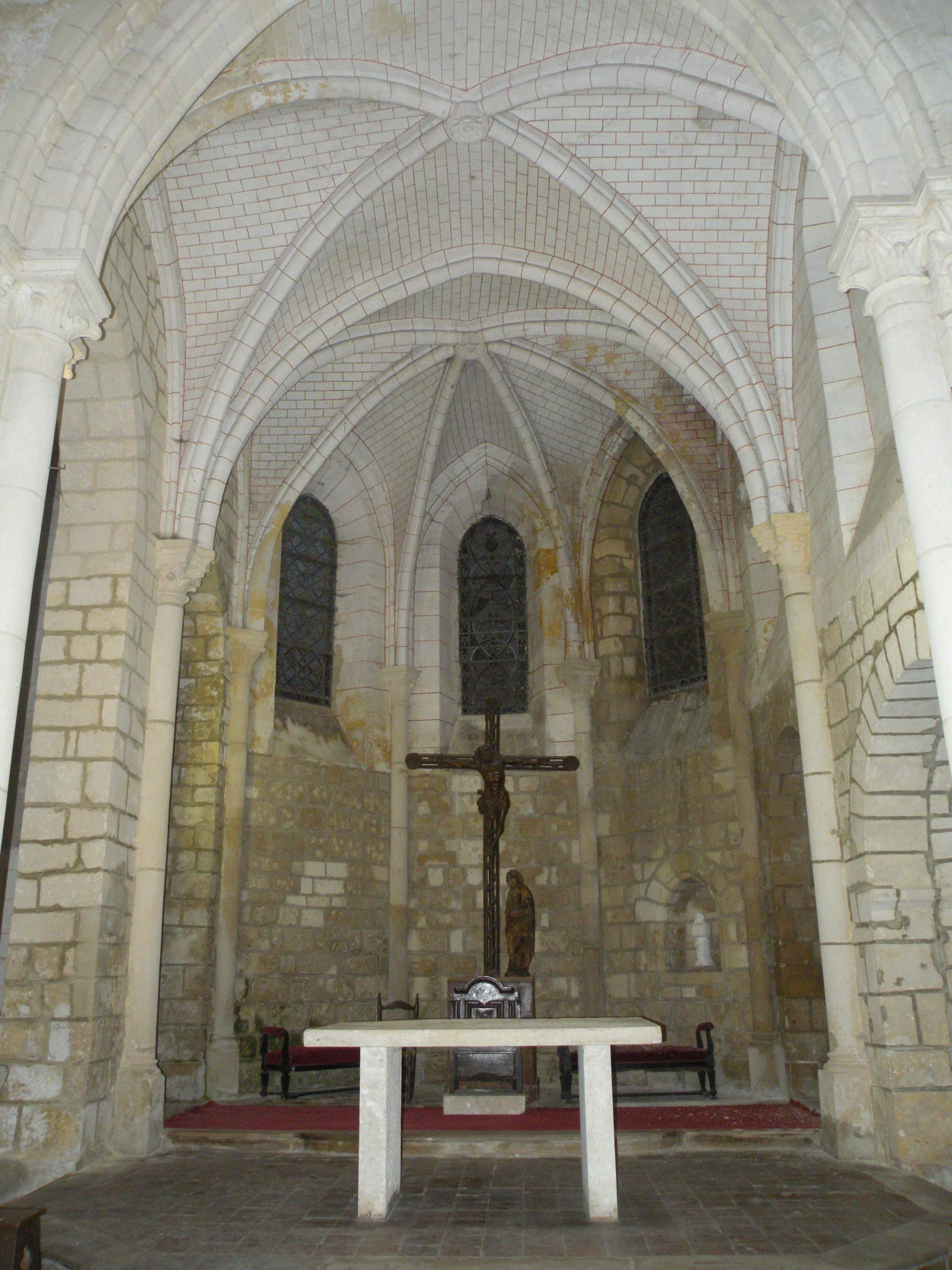
Vue vers l'est.
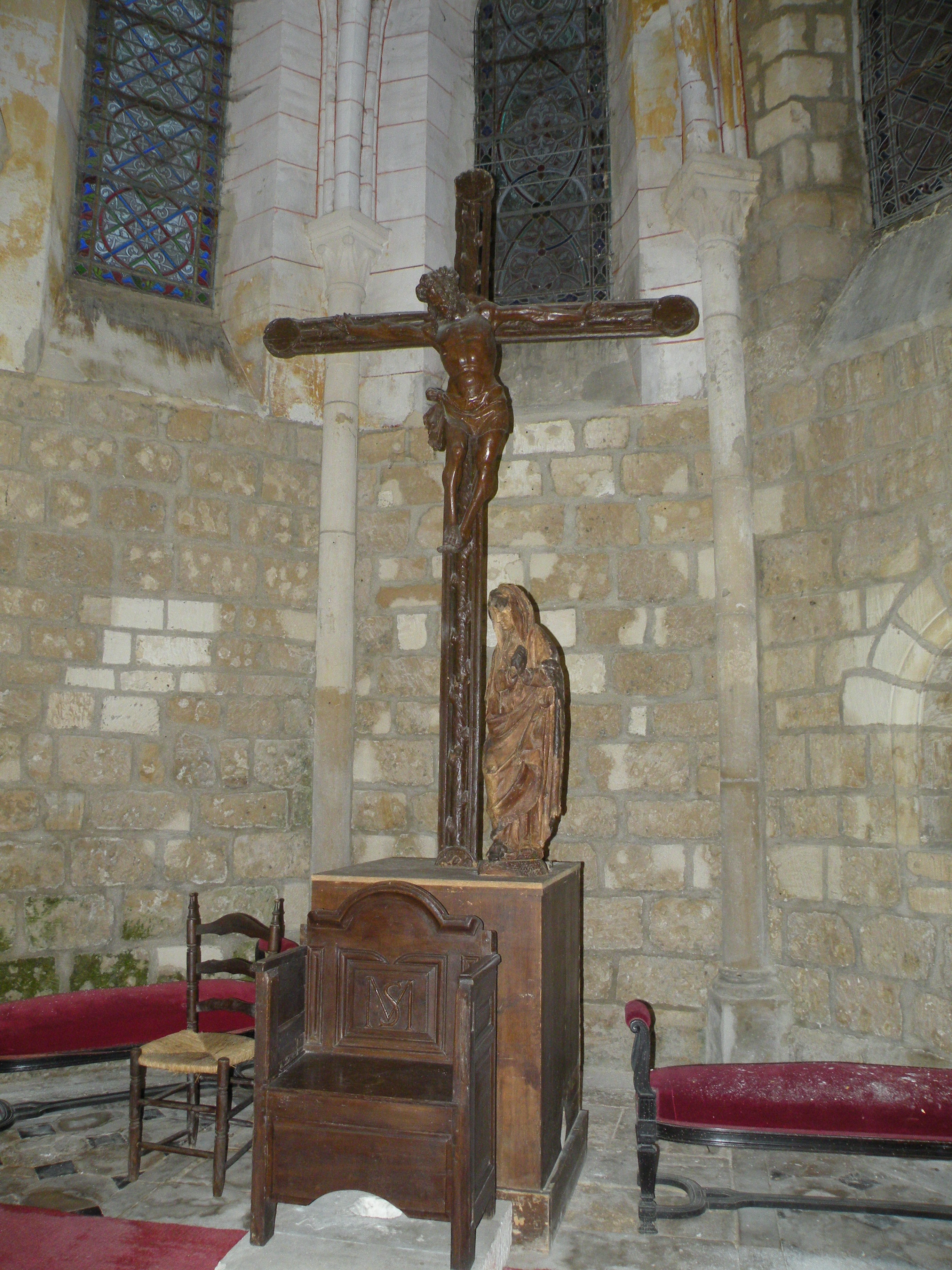
Crucifix et Mater dolorosa.
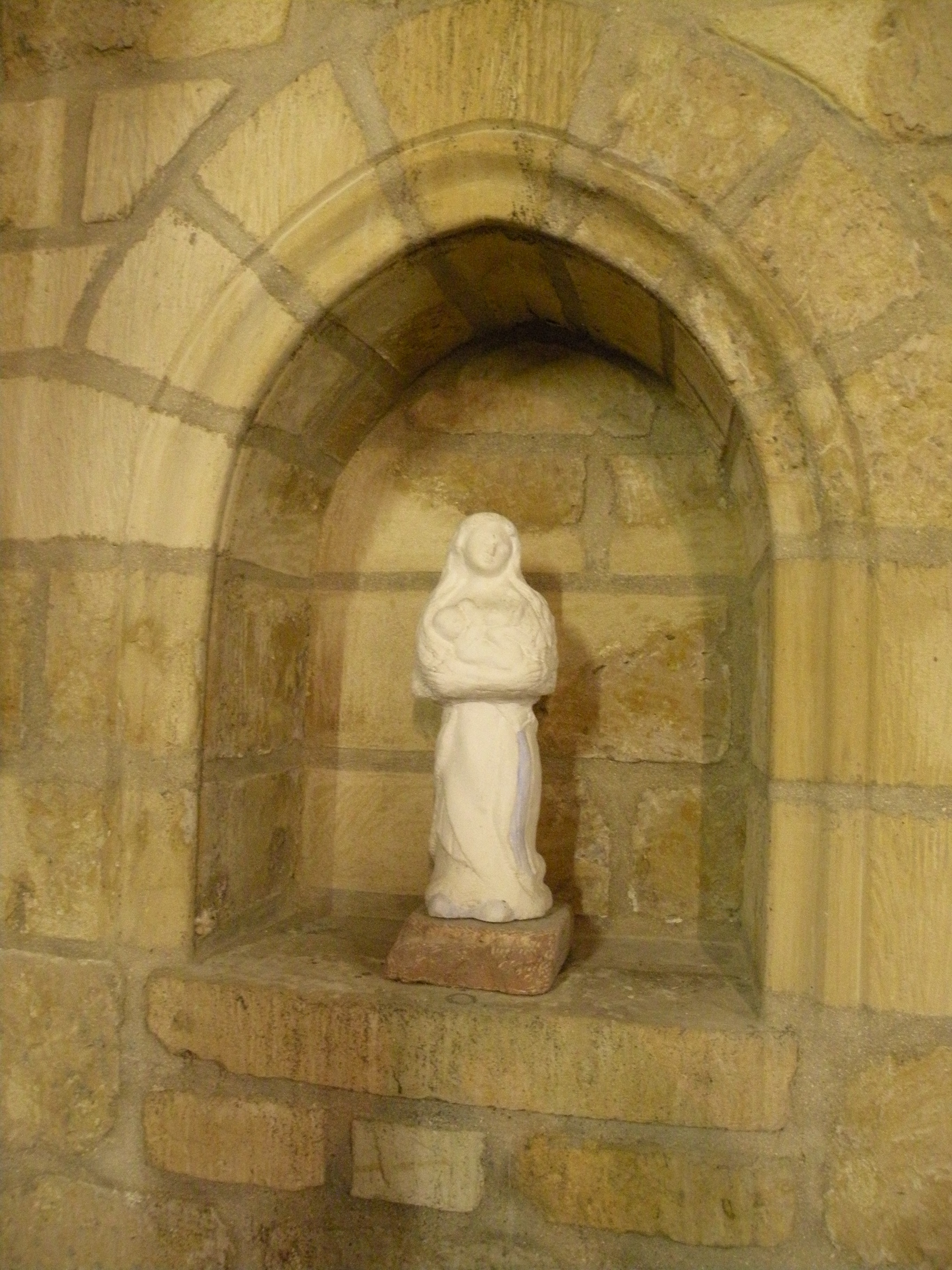
Ancienne piscine.

#### Base du clocher

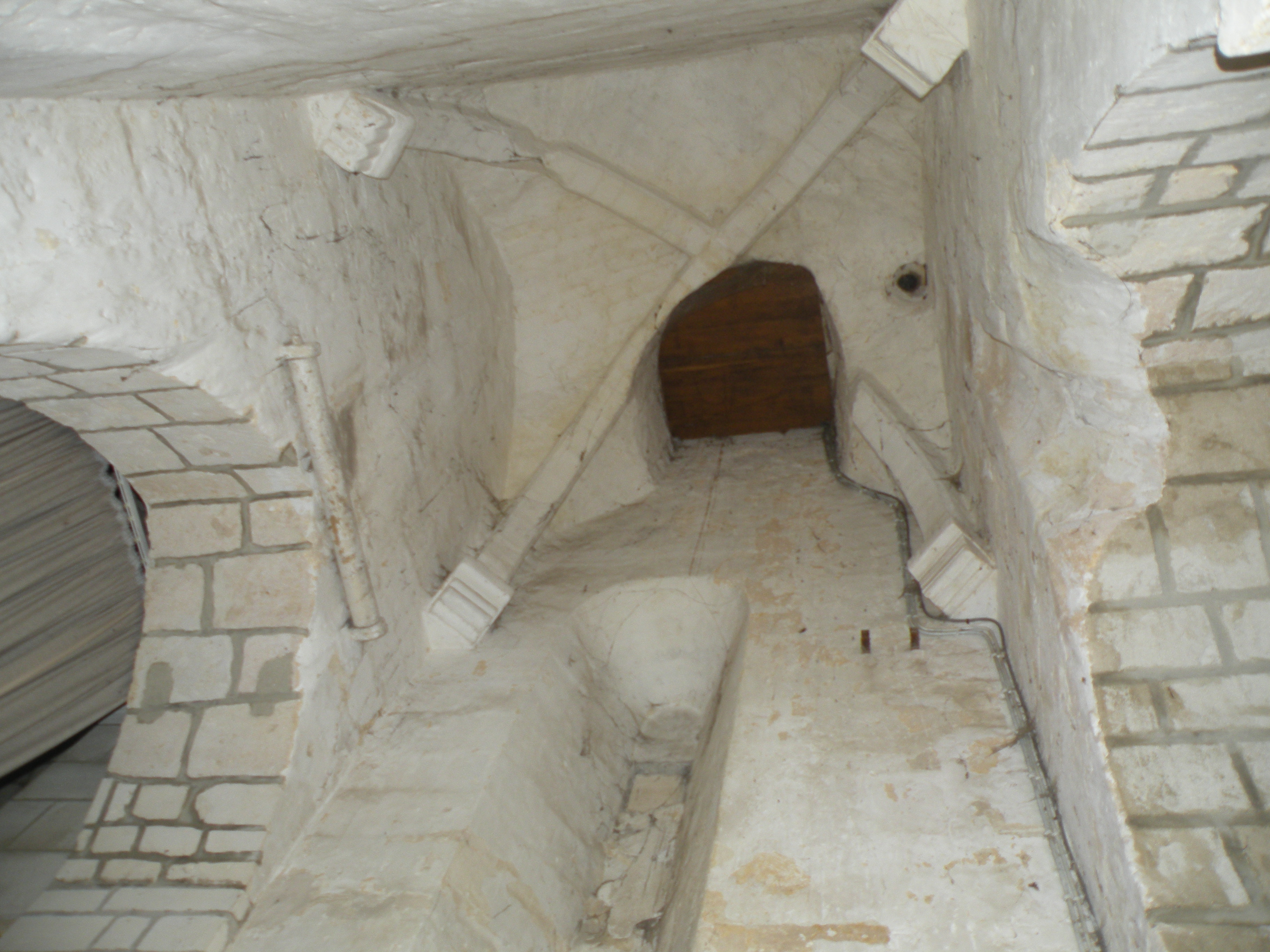
Voûte sous le clocher.

La base du clocher est de plan carré et assez élevée, nettement plus que ne le suggèrent les trois arcades qui la relient aux autres parties de l'église. Jusque dans les années 1980, l'ancien presbytère était mitoyen du clocher du côté sud, et l'unique fenêtre demeure bouchée. C'est une haute et étroite baie romane, qui est fortement ébrasée, et désaxée par rapport au milieu du mur. La voûte d'ogives est considérée par Louis Régnier comme primitive, et serait l'une des plus anciennes du Vexin français (avec les voûtes du bas-côté nord de Saint-Clair-sur-Epte, de l'ancienne base du clocher de Beaumont-sur-Oise, et des bases de clocher de Cergy, Courcelles-sur-Viosne, Lierville et Nesles-la-Vallée). Pour Bernard Duhamel, ce n'est qu'une voûte d'arêtes en blocage, et il qualifie les ogives de « cintres méplats », à vocation purement ornementale : comme preuve, on a pu percer un trou de cloches en supprimant pour moitié l'une des ogives, et en entamant une autre, sans porter atteinte à la stabilité de la voûte. Si effectivement la voûte tient encore, c'est qu'elle est soigneusement appareillée perpendiculairement aux murs ; les joints restent visibles malgré le badigeonneage. Ce n'est donc pas une voûte en blocage, réalisée en coffrage, comme les voûtes d'ogives romanes du chœur de la collégiale Notre-Dame d'Étampes. Quoi qu'il en soit, les ogives sont reçues sur des culs-de-lampe moulurés dans les angles, implantés à 45° face aux ogives. Selon Louis Régnier, le profil de l'un parmi eux évoque la corniche du chœur. Comme déjà signalé, l'arcade septentrionale, en plein cintre, date d'origine. Elle est si épaisse qu'elle fait penser à une courte voûte en berceau, et munie d'impostes moulurées. Composées, du haut vers le bas, d'un méplat, d'un cavet et d'un tore, elles ont pour particularité que le cavet et le tore sont reliés, ce qui est une disposition fréquente en Bourgogne, et rare en Île-de-France. Les deux autres arcades sont contemporaines de la nef et de la chapelle septentrionale, et plus ou moins identiques. Elles sont en arc brisé, et retombent sur des tailloirs sommaires, analogues à ceux de la nef,.

#### Abside méridionale

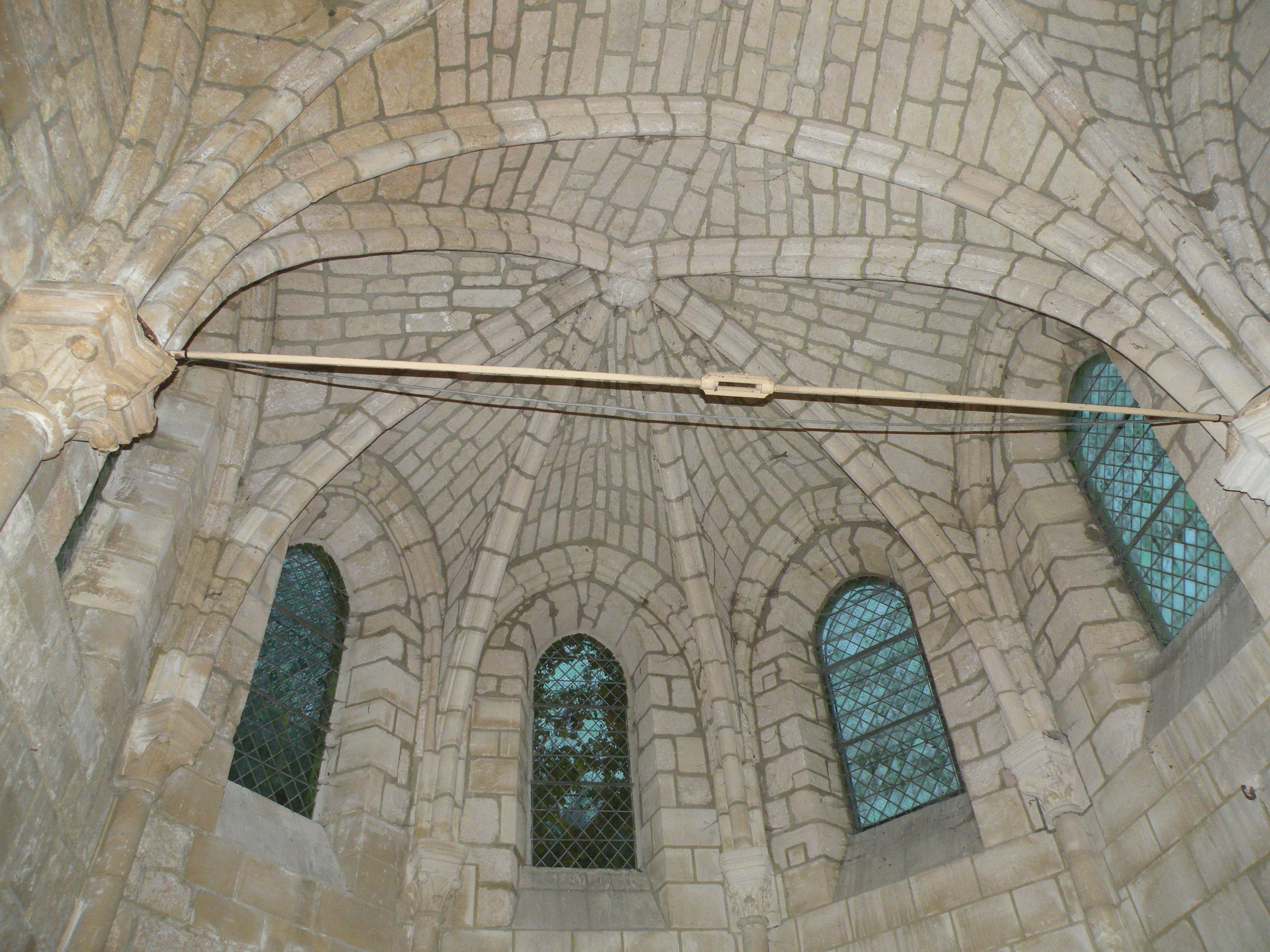
Abside méridionale.

Depuis sa restauration inadéquate en 1925, l'intérêt de l'abside méridionale est pratiquement réduit à son plan, ou autrement dit, au fait que l'église possède une seconde abside qui ne communique qu'indirectement avec le vaisseau central, et qui va plus loin à l'est que le chœur liturgique, dont elle représente une reproduction à échelle légèrement réduite. La largeur est de 4,97 m au lieu de 5,59 m. L'église de Béthisy-Saint-Pierre possède également une abside méridionale assez vaste, qui va plus loin que le chevet du vaisseau central, mais elle était directement reliée au collatéral sud (aujourd'hui, elle est condamnée et sert de sacristie). On peut également citer la chapelle de la Vierge de Luzarches, qui est toutefois nettement postérieure au chœur liturgique, et elle aussi directement reliée au bas-côté sud. Quelques différences entre l'abside méridionale et le chœur sont toujours manifestes. Il n'y a pas de colonnettes dans les angles sud-ouest et nord-ouest. Les colonnettes sont appareillées, et non en délit. Leur diamètre est de 25 cm au nord et au sud, et de 19 cm seulement dans les quatre angles de l'abside. Les tailloirs de ces dernières n'est pas placé en pointe, ce qui est une erreur commise par les restaurateurs. Louis Régnier décrit l'effet du badigeonnage des chapiteaux sur la sculpture : « Les détails moulurés et sculptés ont été détruits à peu près complètement par les barbares applications du badigeon. Peu à peu décomposé, sous l'influence de l'humidité, rongeant ici, produisant là de hideuses excroissances, cet enduit, a fini par faire disparaître tout le modèle ». Pour cette raison, tous les tailloirs et chapiteaux ont dû être refaits. Les cinq fenêtres de l'abside restent toutes ouvertes. Elles sont poussées haut sous les lunettes de la voûte. L'arcade vers le chœur résulte de la transformation d'une simple niche lors de la restauration : il n'y avait donc primitivement aucune intercommunication avec le chœur. Le percement de l'arcade a nécessité la pose d'un tirant en fer. Le sol a été exhaussé de 40 cm environ, de sorte que les bancs de pierre le long des murs affleurent le sol.

#### Chapelle septentrionale

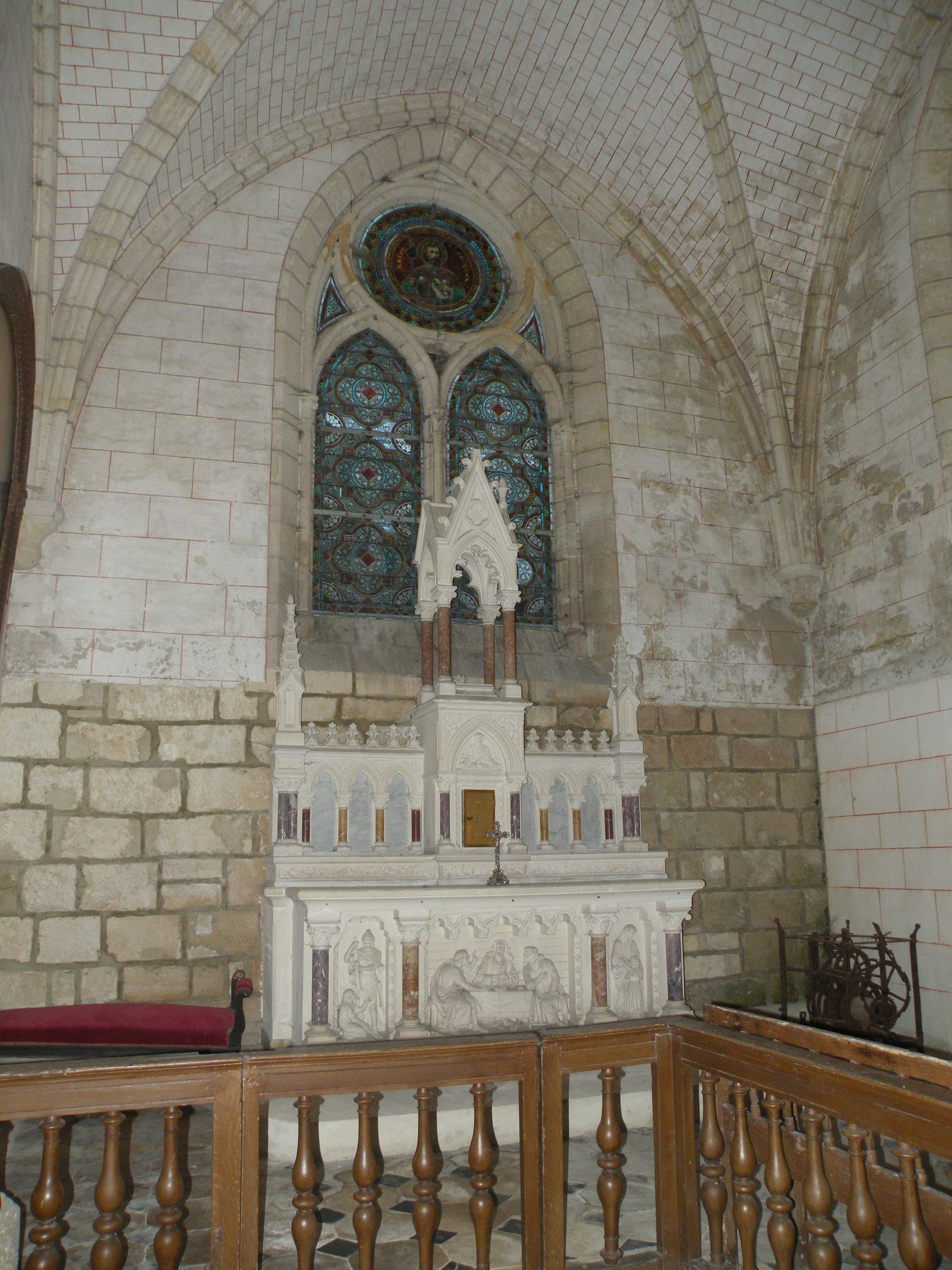
Chapelle septentrionale, vue vers le nord.

La chapelle décrit un carré d'un peu plus de 6,00 m de côté. Elle est aussi grande que les deux travées du chœur réunies. Bien qu'appartenant à la période rayonnante tardive, l'architecture témoigne des mêmes contraintes économiques que le chœur et la nef, et c'est ainsi qu'aucune des trois arcades vers le bas-côté nord et le chœur ne soit moulurée ou pourvue de colonnettes à chapiteaux. De même, conformément à un usage fréquent à l'époque et plus généralement dans les croisillons du transept, il n'y a pas de colonnettes à chapiteaux dans les angles, mais seulement des culs-de-lampe. L'effort décoratif est concentré sur les fenêtres et sur la voûte. Au nord et à l'est, l'on trouve les deux seules fenêtres de l'église qui sont munies d'un remplage. Il est constitué de deux lancettes en tiers-point, qui sont surmontées d'un oculus. Tous les écoinçons sont ajourés. Les meneaux fusionnent aux points de contact, et sont garnis d'un tore, avec un total de trois chapiteaux au niveau des impostes. Les corbeilles sont allongées, et sculptées de crochets. Leurs tailloirs sont octogonaux, et les bases sont aplaties, et reposent sur des socles polygonaux. Il est à noter que les fenêtres se présentent strictement de la même façon à l'extérieur. Il y a, en plus, un oculus non décoré dans le mur occidental. La voûte comporte cinq branches d'ogives, la branche supplémentaire s'expliquant par les deux arcades du côté sud. Les ogives sont très minces, et affichent le profil d'un tore en forme d'amande, accompagné de deux baguettes dégagées. La clé de voûte est une couronne de feuillages peu fouillés. Des formerets n'existent qu'à l'ouest, au nord et à l'est. Les tailloirs des cul-de-lampe sont de trois formes différentes : à trois pans égaux, à la pointe abattue, ou simplement carré. D'après Louis Régnier, les corbeilles ne sont pas sculptées, ce qui est démenti par le constat sur place, mais comme pour la clé de voûte, les feuillages sont à faible profil.

### Extérieur

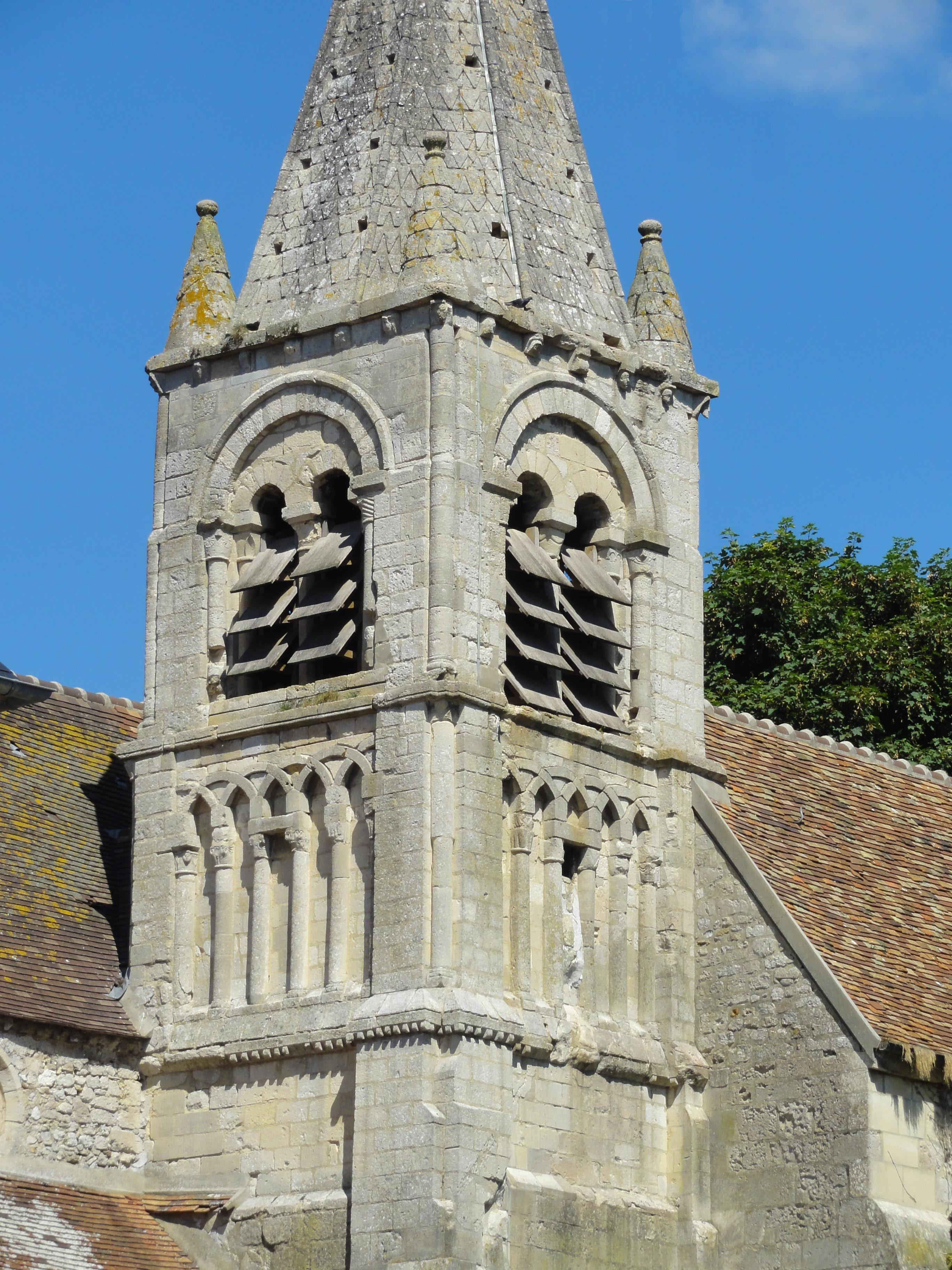
Clocher, côté sud-ouest.

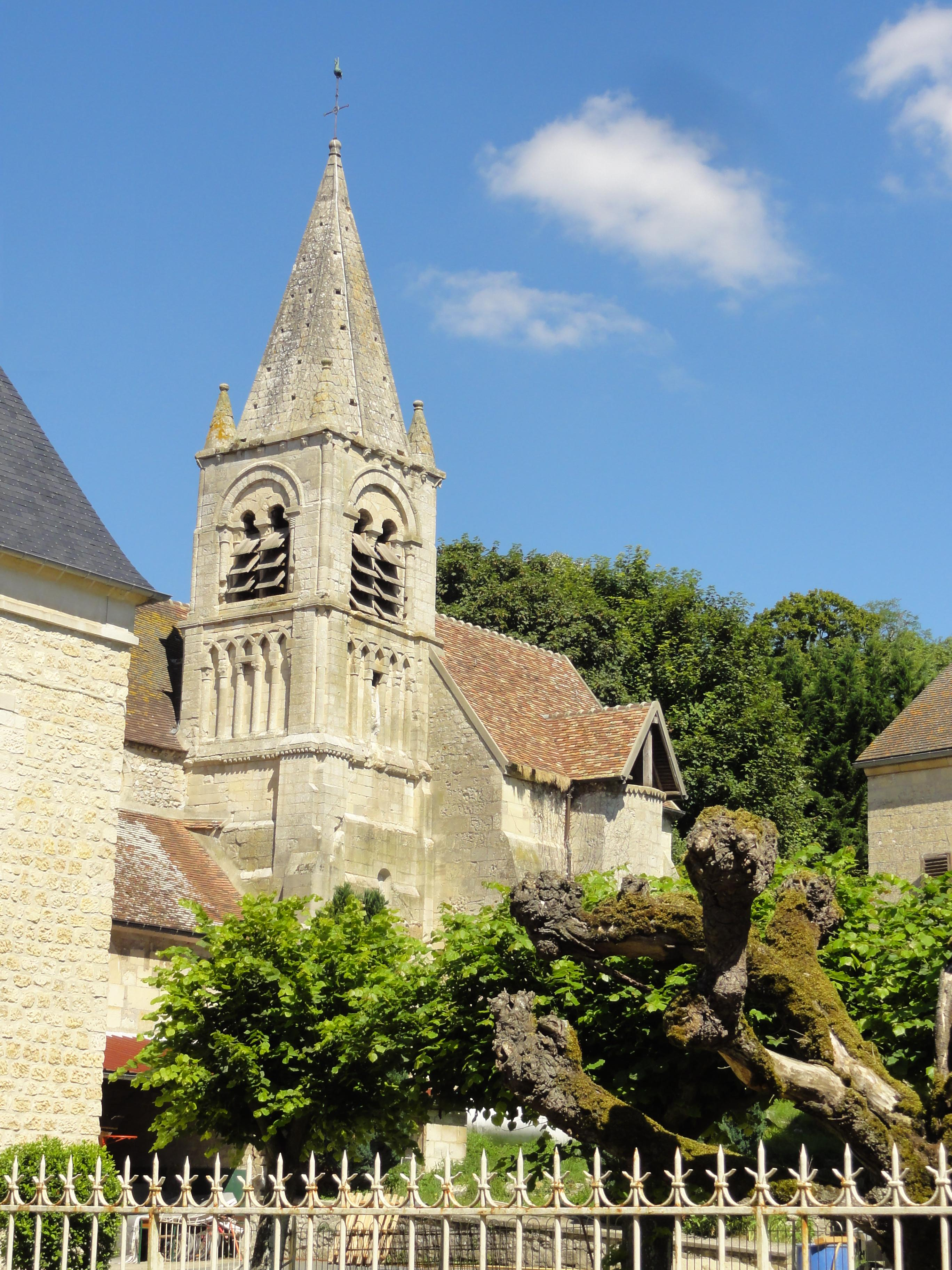
Vue depuis la rue.

Le clocher est, à l'extérieur, la partie la plus remarquable de l'église, car il diffère des clochers romans caractéristiques du Vexin français et du Beauvaisis. On peut toutefois considérer que l'étage de beffroi représente une version plus aboutie d'Omerville, et les clochers d'Allonne, Auvillers (commune de Neuilly-sous-Clermont), Béthancourt-en-Valois et Warluis possèdent des étages semblables. — L'emploi de la pierre de taille et les joints minces témoignent d'une exécution soignée, et les finitions sont habiles. La tour se compose de la base ; d'un étage intermédiaire aveugle, mais richement décoré ; et de l'étage de beffroi. Seulement l'étage de beffroi est visible de tous les côtés et entièrement dégagé ; au nord, le chœur, et à l'est, la chapelle méridionale empêchent de voir le reste. Jusqu'en haut de l'étage intermédiaire, chaque angle est épaulé par deux contreforts plats orthogonaux, qui se retraitent une fois par un court glacis en base de l'étage intermédiaire, et qui s'estompent contre le bandeau mouluré au commencement de l'étage de beffroi. Le rez-de-chaussée est très sobre. Au niveau du sommet du toit du bas-côté, les murs se retraitent par un fruit, et à l'angle sud-ouest, le contrefort occidental se retraite deux fois afin de mettre en évidence un angle entre les deux contreforts. Au niveau de l'étage intermédiaire, cet angle est mis à profit pour loger une colonnette en délit. Au niveau de l'étage de beffroi, où les contreforts sont absents, l'on trouve des colonnettes d'angle appareillées.
La scansion horizontale est apportée par une tablette dont l'arête inférieure est découpée en biseau et garni de billettes, entre le rez-de-chaussée et l'étage intermédiaire ; un bandeau mouluré, entre l'étage intermédiaire et l'étage de beffroi (à l'ouest seulement, sinon une simple tablette) ; et une corniche de modillons sculptés en masques, en haut de l'étage de beffroi. L'étage intermédiaire est agrémenté, à l'ouest et au sud, d'arcatures plaquées en plein cintre, qui s'enchevêtrent, et reposent sur un total de six colonnettes en délit aux chapiteaux diversement sculptés. Ni les arcades, ni les blocs cubiques tenant lieu de tailloir ne sont moulurés, mais les chapiteaux présentent des godrons, des stries obliques, et des têtes ou des volutes d'angle combinées à des palmettes au milieu des faces des corbeilles. Ce type d'arcatures est typique du style roman normand. Quant à l'étage de beffroi, il est ajouré de deux étroites baies en plein cintre gémelées par face, qui s'ouvrent entre trois colonnettes à chapiteaux, et sont surmontées d'un arc de décharge également en plein cintre, qui repose sur deux autres colonnettes à chapiteaux. Le tympan est nu. Si cette disposition n'est pas rare, ce n'est qu'à Bruyères-sur-Oise que l'on trouve un unique arc de décharge par face. Ailleurs, le nombre de baies par face est double (Béthisy-Saint-Martin, Chamant, Glaignes, Jaux, Néry, Orrouy, Saint-Vaast-de-Longmont). Les chapiteaux affichent les mêmes motifs que sur les arcatures, ainsi que des roues à douze rayons comme réminiscence des rosettes des chapiteaux corinthiens, des feuilles d'angle plates, deux arcatures en plein cintre plaquées par face, ou des motifs seulement ébauchés. Quant à la flèche, elle est de plan octogonal, et ses arêtes sont garnies de boudins, alors que les pierres sont sculptées de dents de scie en bas-relief. La flèche n'est pas ajourée, mais percée de nombreuses trous de boulin. Elle est cantonnée de quatre clochetons sur plan rond, qui sont sommées d'une boule.
La façade occidentale, sans caractère, a été refaite vers 1896, mais la photo prise en 1891 prise par Félix Martin-Sabon montre que la restauration n'a pas modifiée sa physionomie générale. L'on remarque seulement que le portail était en arc brisé avant la restauration. Maintenant, il est en plein cintre. L'appareil est constitué de moellons noyés dans un mortier, comme pour l'ensemble de la nef et des bas-côtés, à l'exception des contreforts et des chaînages. Le pignon est couronné d'une croix en antéfixe. L'oculus est entouré d'un double chanfrein, à l'instar des oculi de la nef. La fenêtre en anse de panier n'est pas antérieure au XVIIe siècle. Au-dessus du portail, qui est dépourvu de toute ornementation, le mur se retraite par un fruit. À gauche et à droite, le mur de la nef est flanqué de deux contreforts, qui se retraitent deux fois par un glacis pentu formant larmier, et s'amortissent par un glacis analogue. Les murs occidentaux des bas-côtés sont aveugles. Les murs du nord sont en grande partie enduits. Le bas-côté nord est épaulé par des contreforts, qui se retraitent par un fruit après les premières assises, puis par un glacis sans larmier, et s'achèvent par un glacis identique. Seulement le mur gouttereau sud de la nef possède une corniche de billettes ou de gouttes. Les parties orientales sont toutes bâties en pierre de taille. Au sud, l'abside méridionale est épaulée par des contreforts peu saillants, qui se terminent par un fort glacis, et paraissent archaïques eu égard la période de construction, vers 1230. Une tourelle d'escalier polygonale, sans aucune ouverture, empêche l'éclairage de la première travée par une fenêtre. La corniche se limite à un rang de dents de scie. La pyramide en charpente ardoisée, signalée par Louis Régnier, a cédé la place à une bâtière, dont l'absence de pignon trahit que la disposition n'est pas conforme au parti initial. Au chevet, l'abside méridionale possède une corniche de têtes de clous, et les contreforts à un glacis intermédiaire et un glacis sommital ressemblent à ceux de la nef. L'on aurait tendance à confondre l'abside méridionale avec le chœur liturgique, dont l'on n'aperçoit que les trois pans du chevet. Ici, la corniche est encorbellée au-dessus d'un cavet. La chapelle septentrionale a des contreforts semblables à ceux de la façade, mais avec des larmiers plus pronconcés.

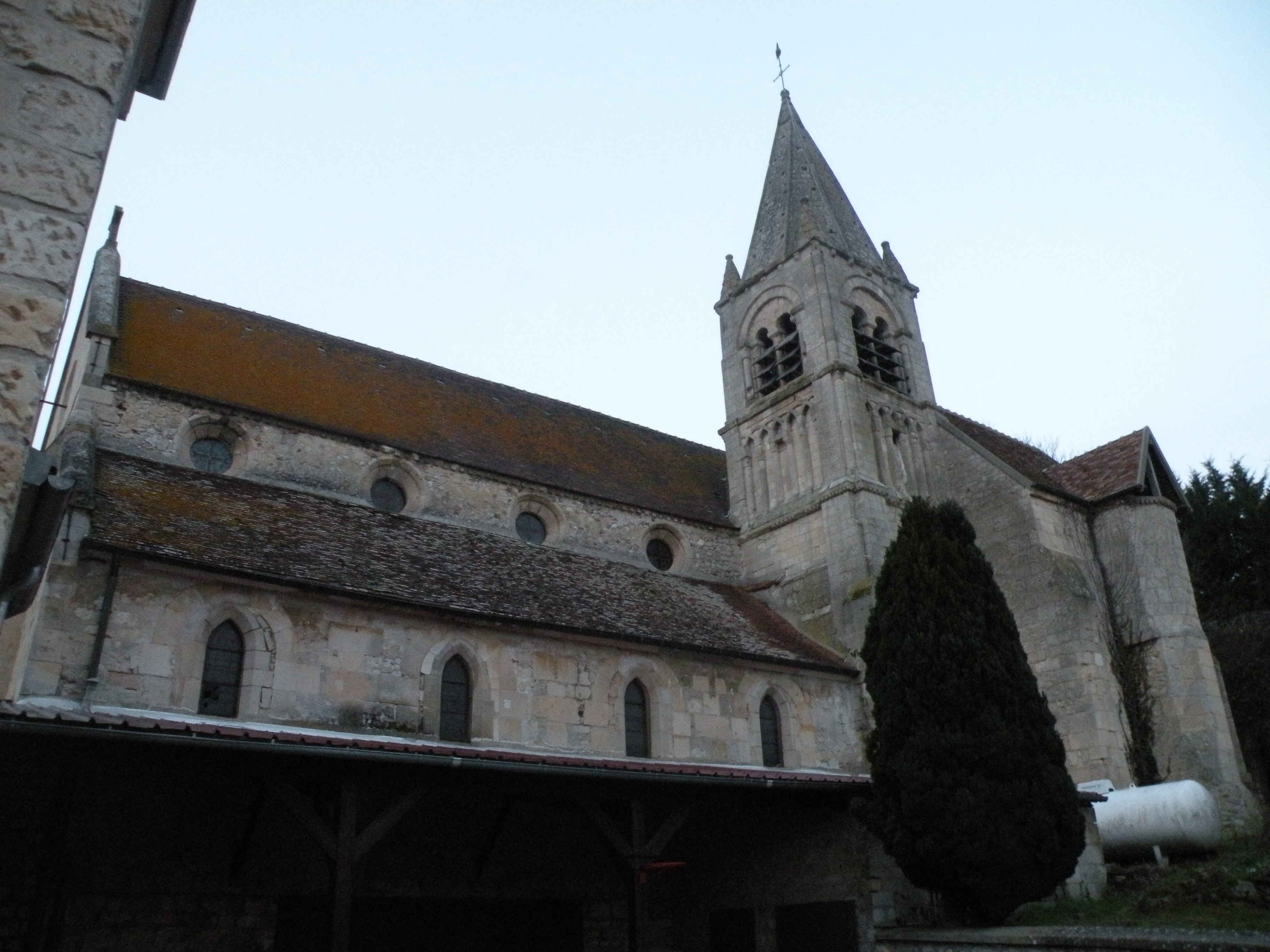
Vue d'ensemble depuis le sud-ouest.
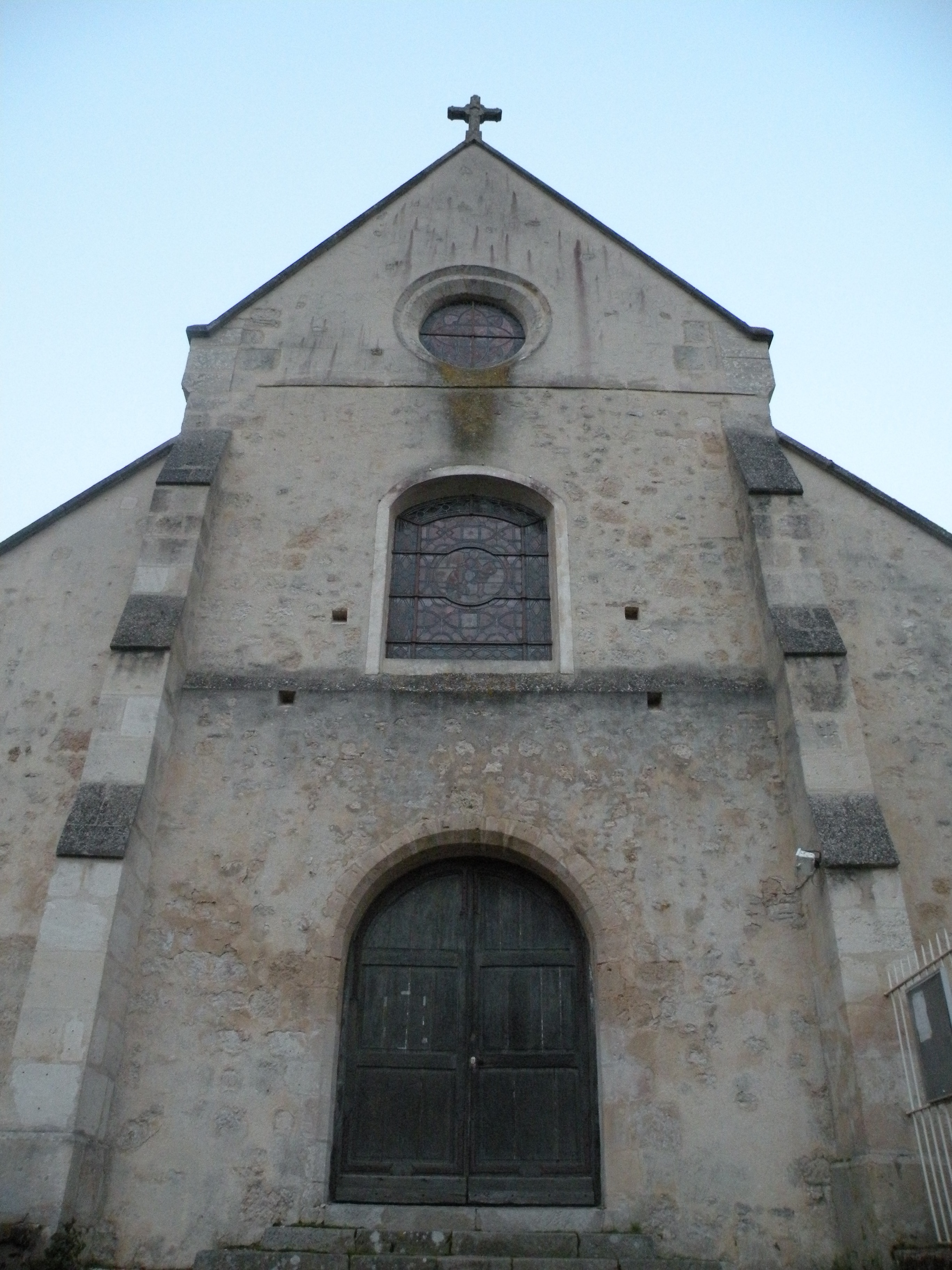
Façade de la nef, vue rapprochée.
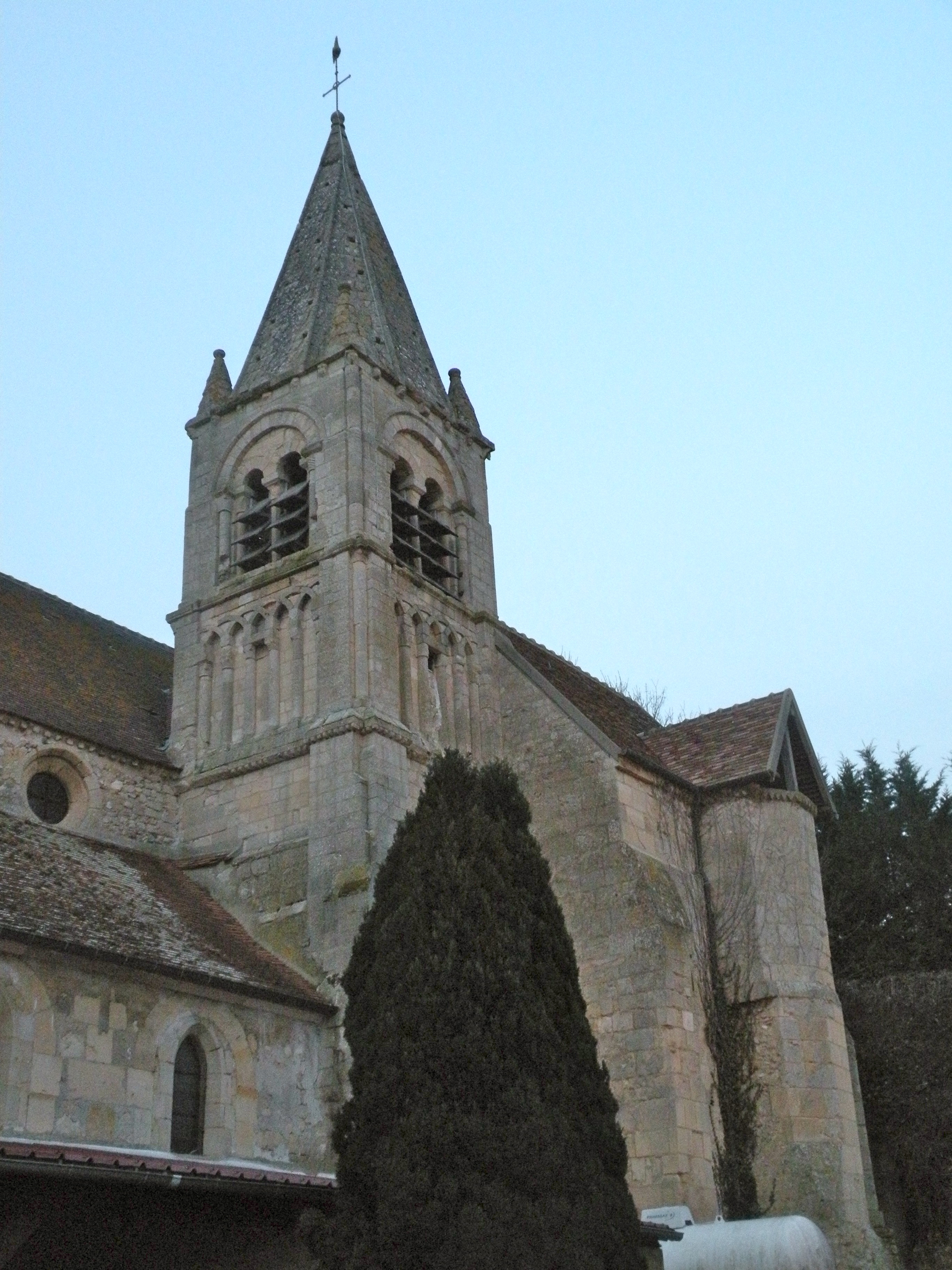
Clocher et abside méridionale.
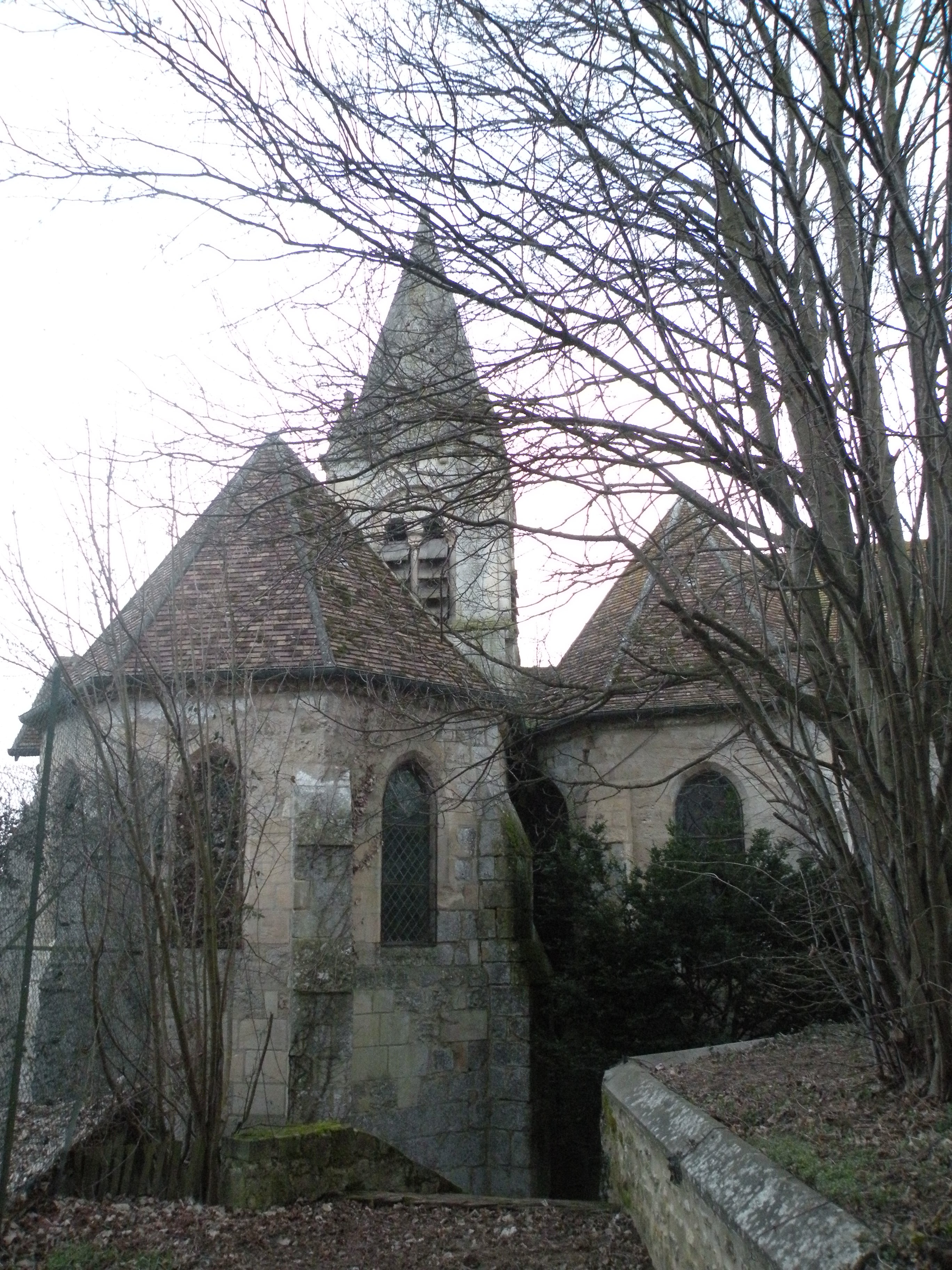
Chevet ; à gauche, l'abside méridionale.
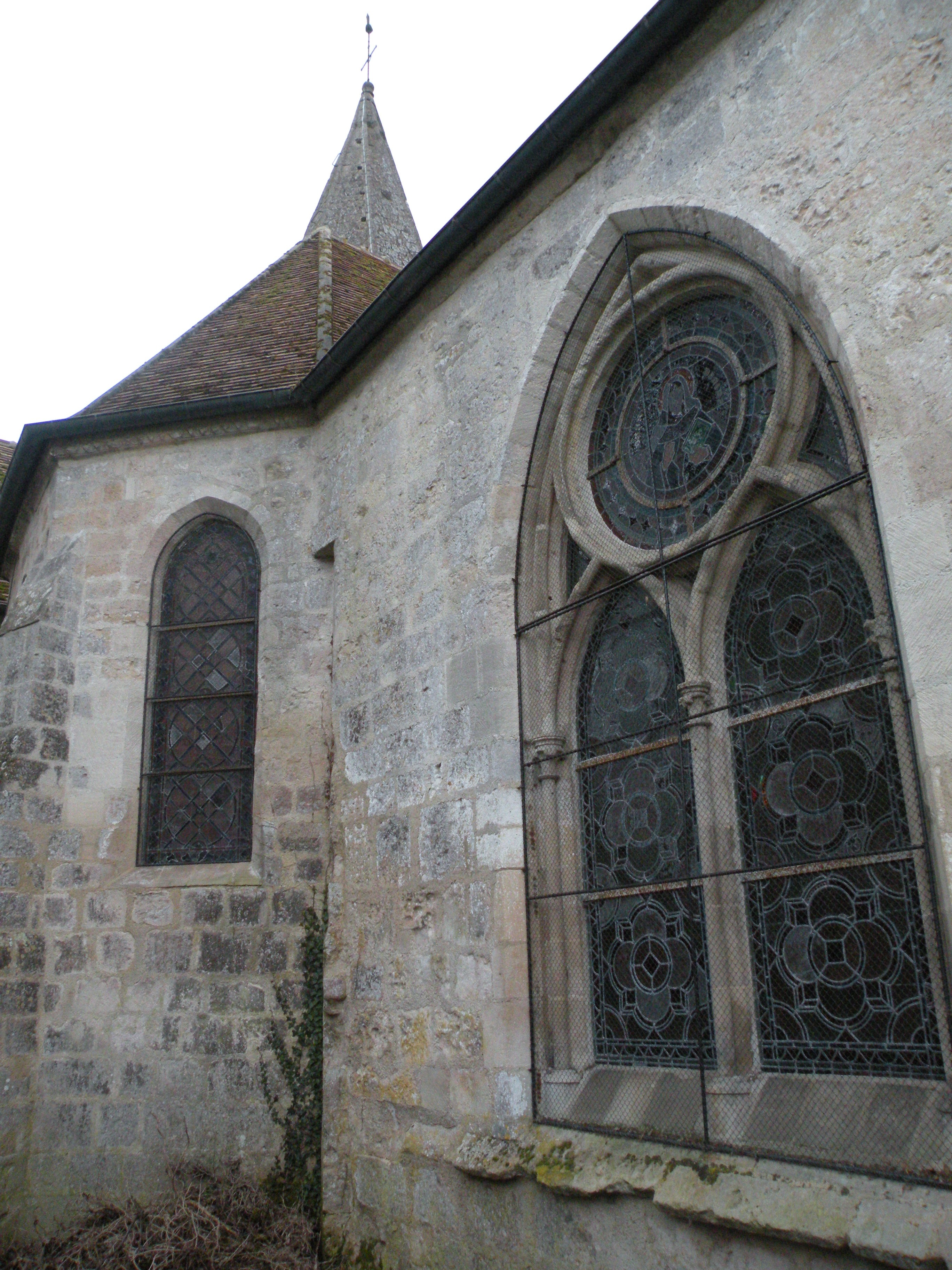
Abside (pan nord-est) et chevet de la chapelle nord.
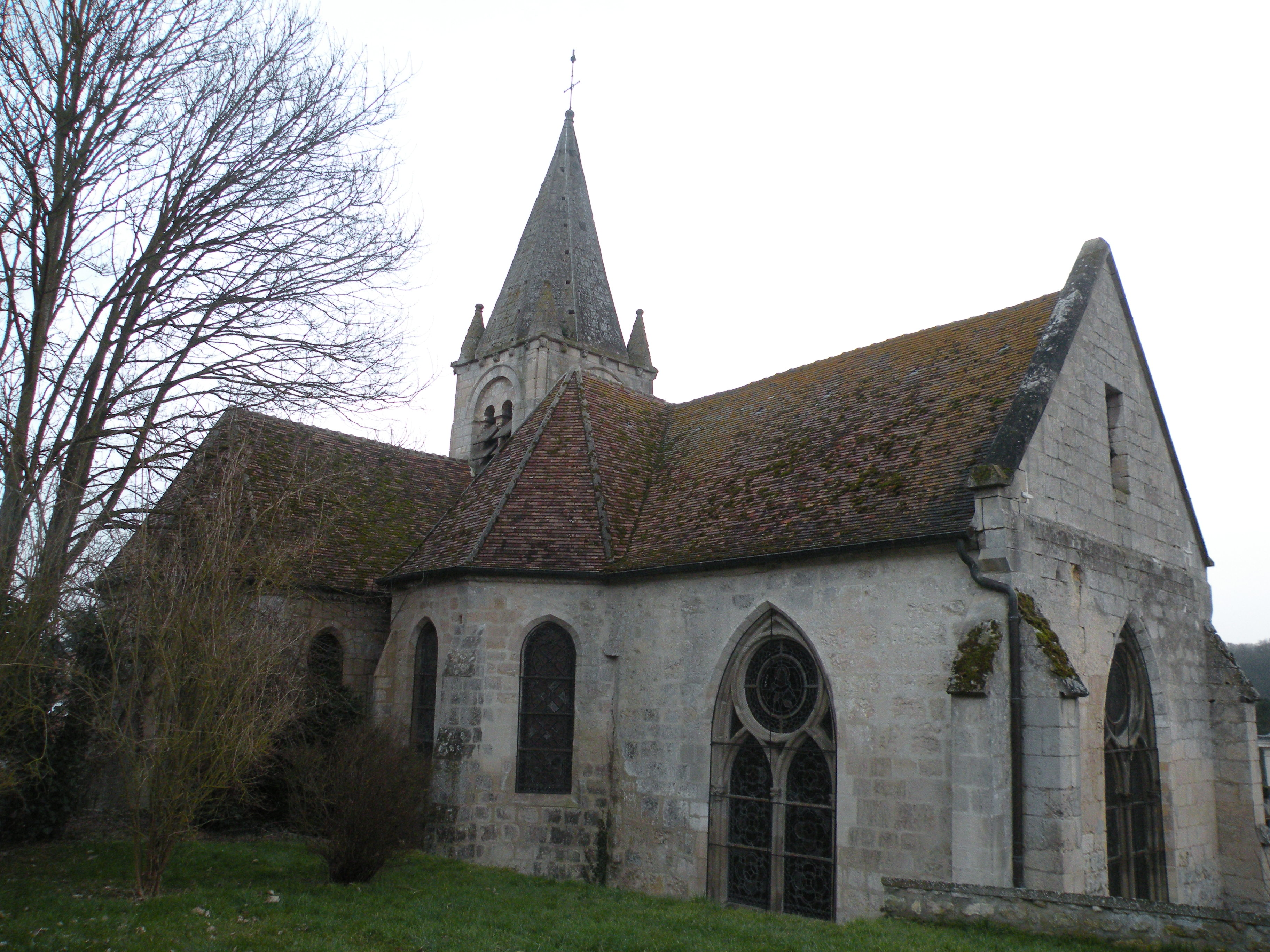
Vue du chevet depuis le nord-est.

## Mobilier

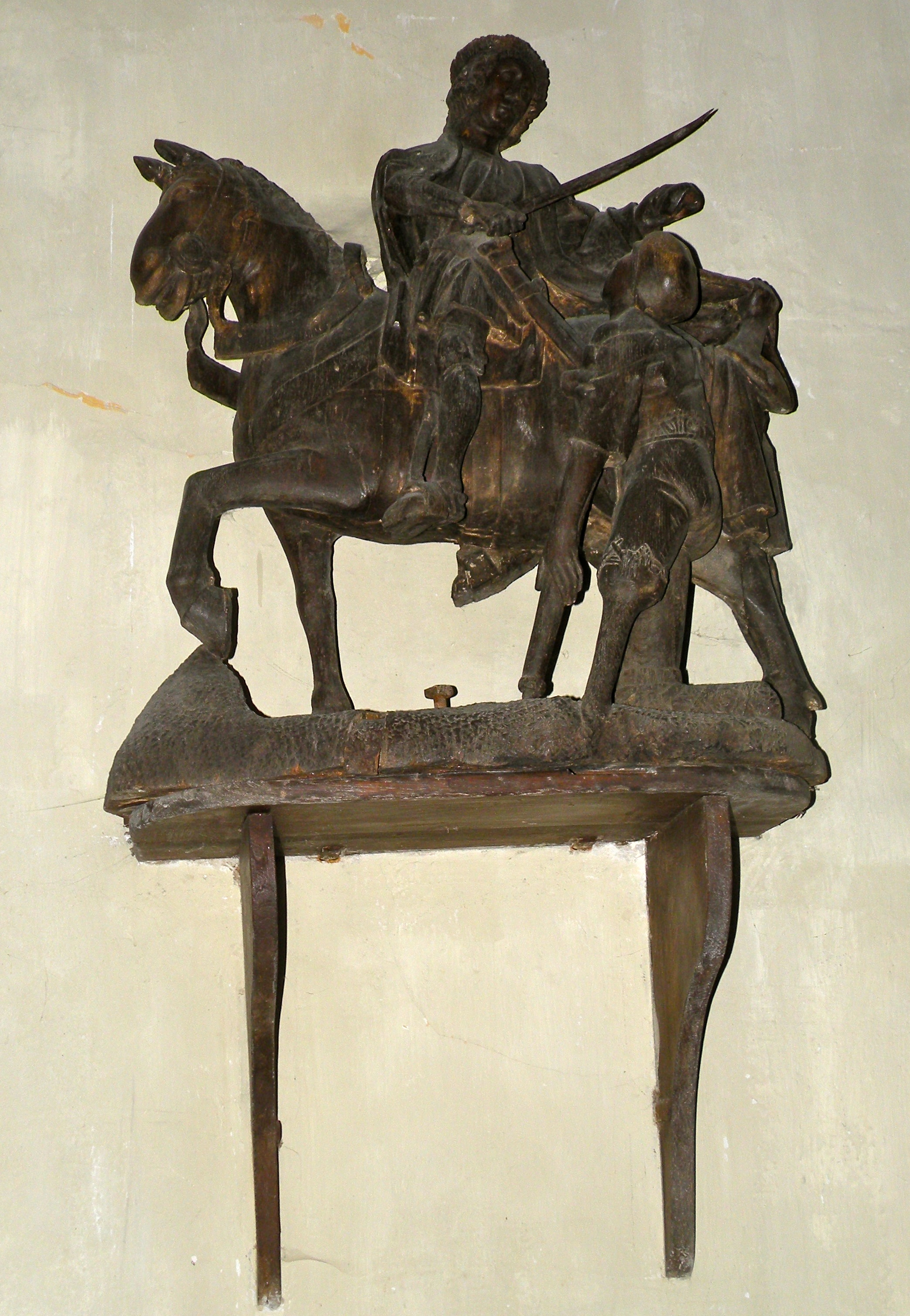
Charité de Saint-Martin.

Le mobilier de l'église est presque entièrement moderne. Les fonts baptismaux affichent le style du XIIIe siècle, mais sont en effet une imitation de ceux de Jouy-le-Comte et Nesles-la-Vallée. Quatre statues ou groupes sculptés sont néanmoins anciens, et classés monument historique au titre objet, ainsi que trois dalles funéraires.
- Le Christ en croix en bois provient de l'ancienne poutre de gloire. Il date de la limite XVe / XVIe siècle et mesure 112 cm de hauteur. La croix elle-même mesure 223 cm de hauteur. C'est en fait un arbre écoté encadré de montants latéraux. Les quadrilobes aux extrémités de la croix devaient anciennement les symboles du Tétramorphe, mais ce décor plutôt peint que sculpté a disparu. Une œuvre comparable existe à l'ouverture du chœur de Bruyères-sur-Oise. Le classement remonte à 1965[19],[21].
- La statue en bois de la Vierge de douleur provient de l'ancienne poutre de gloire. Elle date de la limite XVe / XVIe siècle et mesure 103 cm de hauteur. Elle a été restaurée. Le classement remonte à 1996[22].
- Le groupe sculpté en bois taillé représentant la Charité de Saint-Martin mesure 92 cm de hauteur, et date de la limite XVe / XVIe siècle. Il n'y a pas de traces de polychromie. Les dimensions restreintes donnent à penser qu'il était destiné à être promené lors des processions. Selon Agnès Somers et Catherine Crnokrak, « les détails sont travaillés dans un souci décoratif et anecdotique agrémentant une composition courante ». Une restauration a été effectuée, et l'épée ainsi que les oreilles du cheval ont été refaites. Le classement remonte à 1965[23],[24].
- Le groupe sculpté en bois polychrome représentant saint Michel terrassant le démon mesure 117 cm de hauteur, et devrait dater de la fin du XVIe siècle. D'un côté, l'œuvre paraît archaïque. Bien qu'en mouvement, l'archange est d'une certaine raideur, et son visage juvénile, avec une coiffure plate terminée en grosses boucles, est inspiré de l'iconographie médiévale. D'un autre côté, le motif de gorgone Renaissance sur le bouclier ne laisse pas de doute quant à l'époque réelle de la sculpture. Les ailes largement déployées, saint Michel piétine le démon, qui est une sorte de monstre hybride, et s'apprête à le transpercer de son épée, dont ne subsiste plus que le pommeau dans sa main droite. La tête du démon est également mutilée. Le classement remonte à 1965. La polychromie d'origine avait alors presque entièrement disparu[23],[25]. Plus récemment, la sculpture a été repeinte dans des teintes criardes.
- La dalle funéraire à effigies de Philippe de Boulainvilliers, seigneur de Frouville, mort en septembre 1533, et de Françoise de L'Isle-Adam, sa femme, mesure 123 cm de largeur et 205 cm de hauteur. La dalle est presque entièrement effacée, seules les armoiries demeurent identifiables. Le classement remonte à 1927[26].
- La dalle funéraire de Laurent Testu, seigneur de Frouville, mort le 1er octobre 1610, mesure 99 cm de largeur et 201 cm de hauteur. Elle porte l'épitaphe suivante : « Cy gist hault et puissant Seigeur M. Laurens Testu en son vivant seignr de Frouville coner du Roy et Me ordinaire de son hostel chlier et cappne du guet de la Ville de Paris lequel est décédé en son chasteau de Frouville le premier jour d'octobre mil VIC X priez Dieu pour luy ». Le classement remonte à 1927[27].
- La plaque de fondation du même mesure 46 cm de largeur et 81,5 cm de hauteur. Sous un fronton semi-circulaire qui arbore les armes du défunt, elle porte l'inscription suivante : « Cy devant gist hault et puissant seigeur Mre Laurens Testu en son vivat seigeur de Frouville coner du Roy et Me ordinre de son hostel, chlier et cappne du guet de la ville de Paris lequel p son testamt et ordonnance de dernier vollonté a fondé en cette eglise deux messes porr este dictes p chum vendredy de la septmaine pareil jorr que luy et deffeunete noble son espouse decedderont en porr faire dire lesd messes a delaissé quarente cinq livres de rente a prendre sur tous et chacun ses biens Priez Dieu pour eulx ». Le classement remonte à 1927[28].

En dehors des objets classés, l'on peut signaler le tableau récemment restauré de la Résurrection du Christ, qui date probablement du XVIIIe siècle et mesure 240 cm de hauteur pour 164,5 cm de largeur ; ainsi que les huit stalles de la première moitié du XVIIIe siècle, soit deux groupes de trois stalles et deux stalles individuelles. Elles ressemblent à celles qui sont conservées au château de Saint-Cyran, sur la même commune.

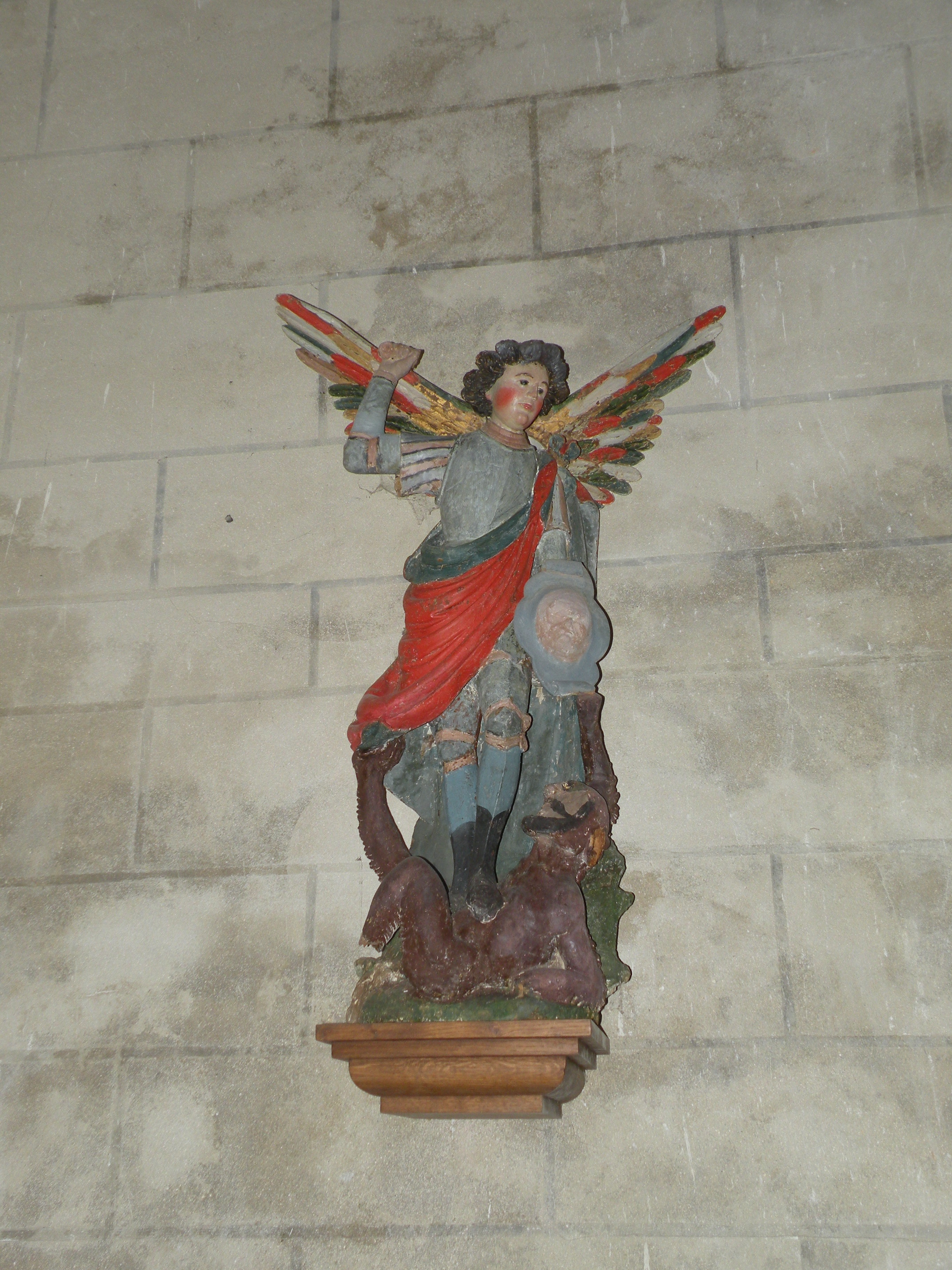
Saint Michel terrassant le démon.
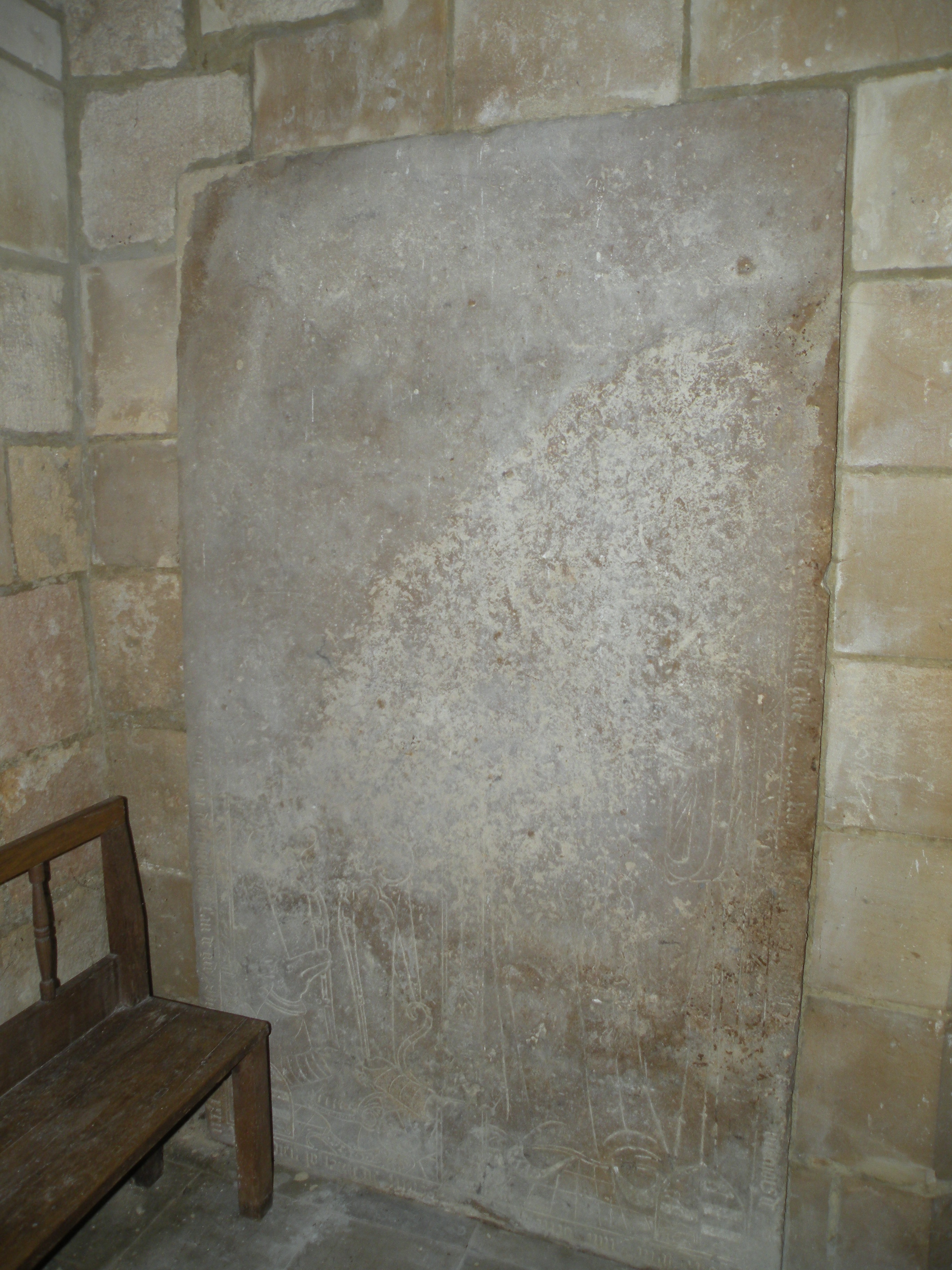
Dalle funéraire de Philippe de Boulainvilliers.
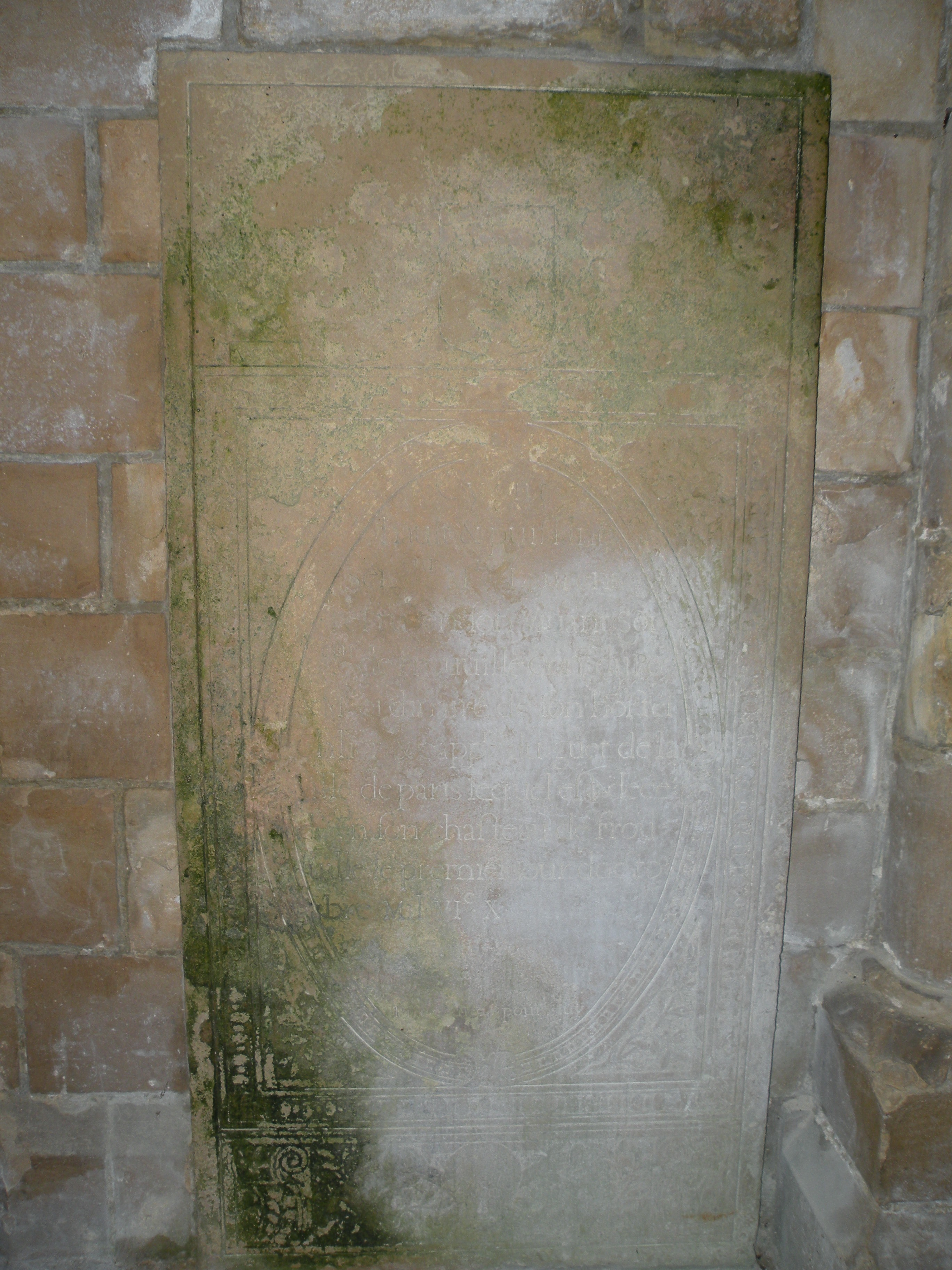
Dalle funéraire de Laurent Testu.
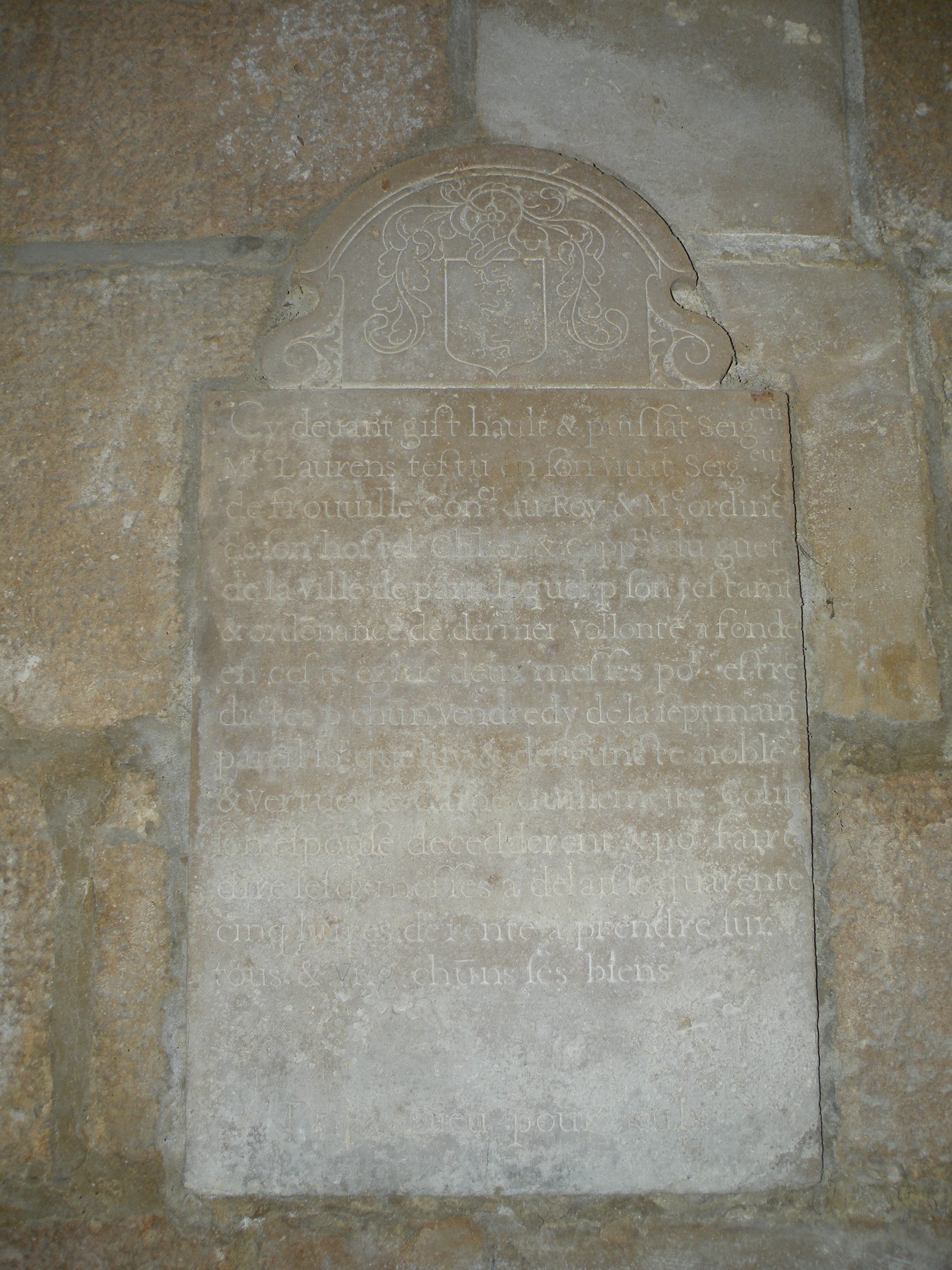
Plaque de fondation du même.
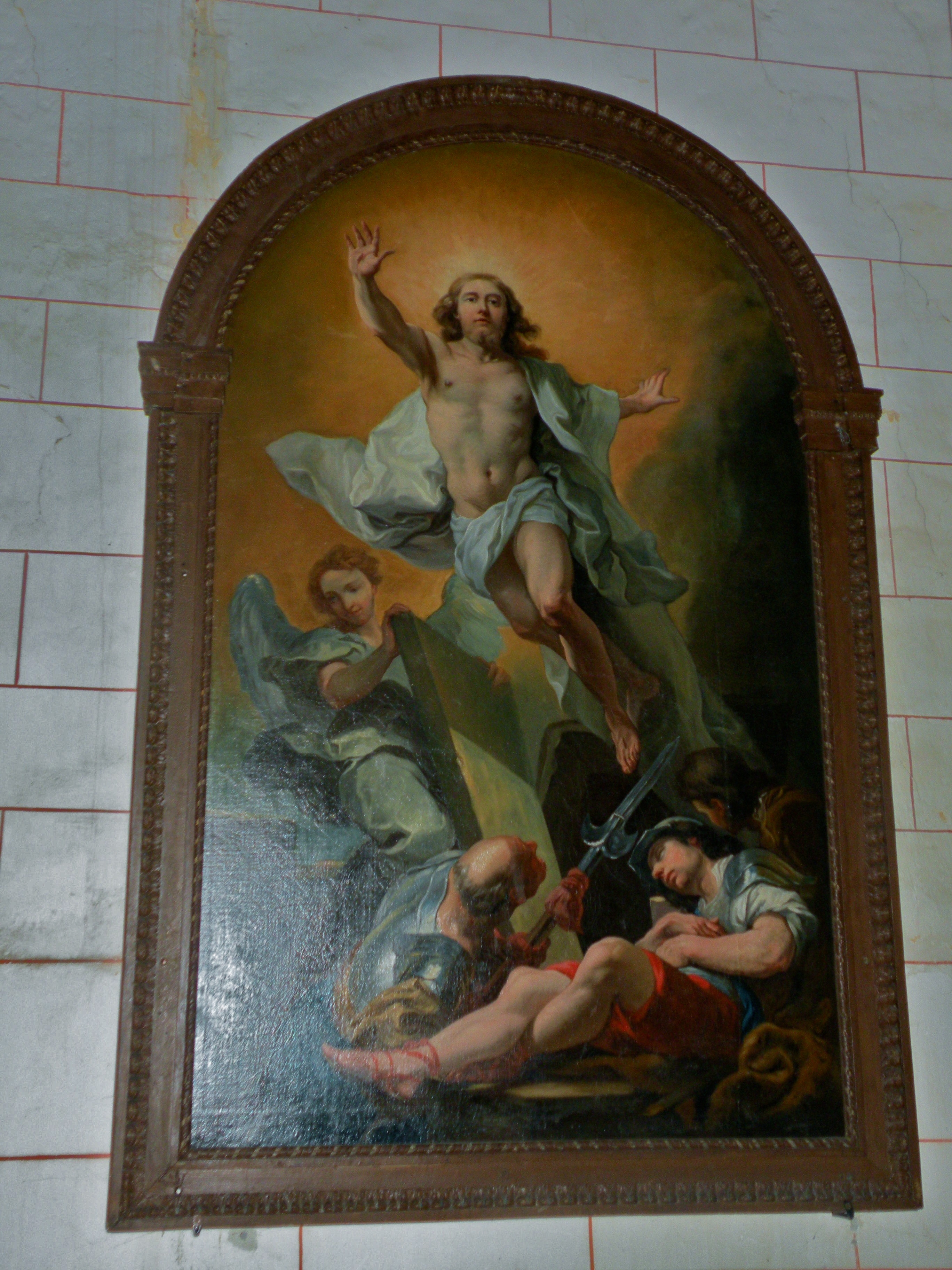
Résurrection.
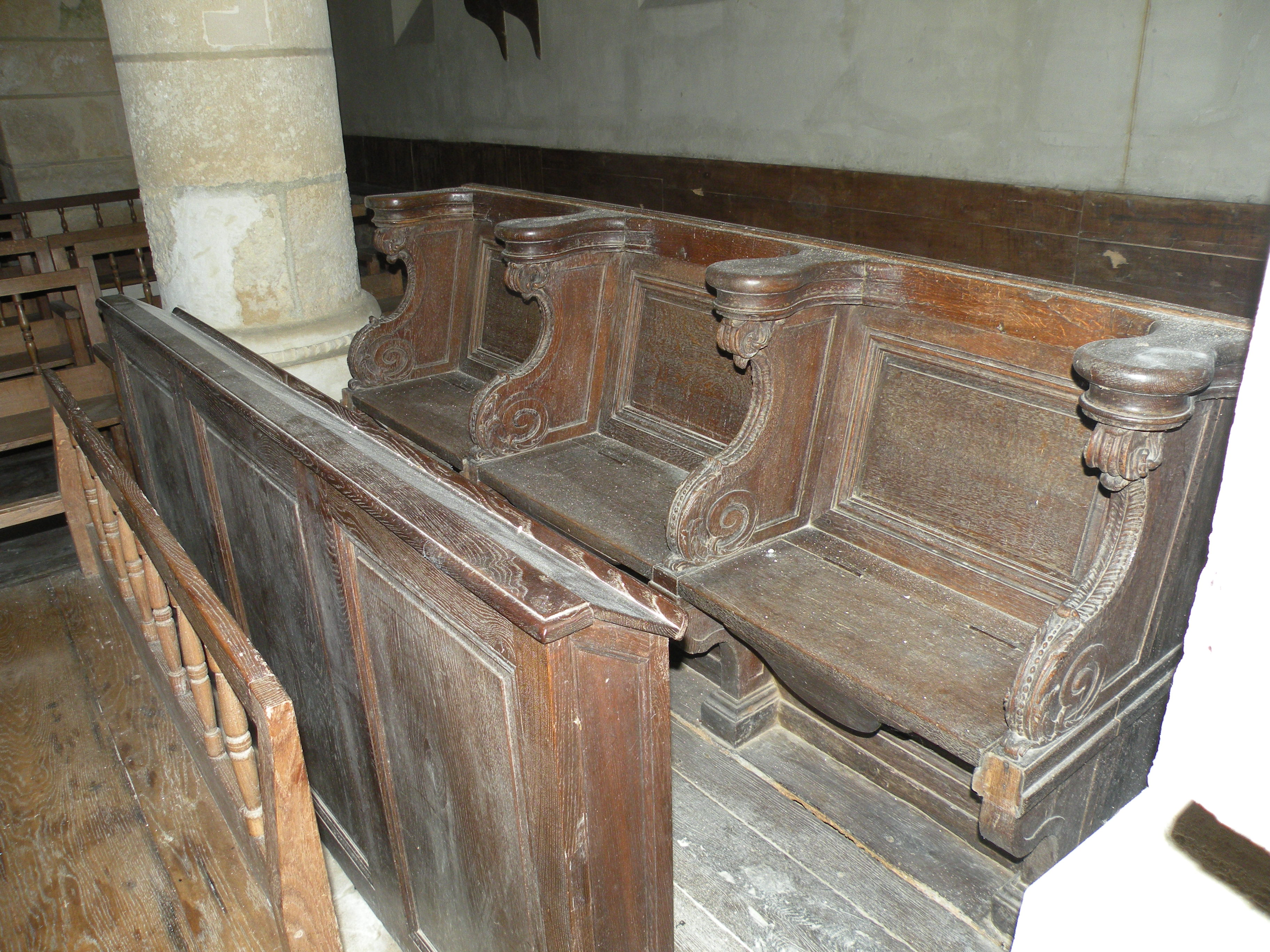
Groupe de trois stalles.